# Star Wars: Episodio I - La amenaza fantasma
Star Wars: Episodio I - La amenaza fantasma (título original en inglés: Star Wars: Episode I - The Phantom Menace; también conocida en español como La guerra de las galaxias: Episodio I - La amenaza fantasma) es una película de space opera de 1999, escrita y dirigida por el director de cine estadounidense George Lucas. Es la cuarta entrega de la saga Star Wars y la primera en el orden cronológico de la misma, después de un paréntesis de veintidós años del lanzamiento de Una nueva esperanza.
La trama describe la historia del maestro jedi Qui-Gon Jinn y de su aprendiz Obi-Wan Kenobi, que escoltan y protegen a la Reina Amidala desde su planeta Naboo hasta Coruscant con la esperanza de encontrar una salida pacífica a un conflicto comercial interplanetario a gran escala. También trata del joven Anakin Skywalker antes de convertirse en Jedi, presentado como un esclavo con un potencial de la Fuerza inusualmente fuerte, y debe lidiar con el misterioso regreso de los Sith.
Lucas comenzó la producción de la película después de llegar a la conclusión de que la tecnología de los efectos especiales había avanzado lo suficiente para hacer la cuarta entrega de la saga. El rodaje comenzó el 26 de junio de 1997 en diferentes lugares, entre ellos Leavesden Film Studios y la estepa tunecina. Los efectos especiales incluyen un gran número de escenas generadas por ordenador (CGI); algunos de los personajes y paisajes fueron creados en su totalidad por esta tecnología.
La película fue estrenada en los cines el 19 de mayo de 1999, dieciséis años después de la anterior entrega, El Retorno del Jedi, en 1983. El estreno fue muy aclamado y recibió una amplia cobertura tanto en los medios de comunicación como por el gran número de seguidores que lo habían esperado durante todos esos años. A pesar de las críticas recibidas, es una de las películas más taquilleras de la historia del cine, al recaudar en todo el mundo 924 317 558 USD. El 10 de febrero de 2012 se reestrenó en versión 3D, que le permitió conseguir un adicional de más de un millardo de dólares en taquilla.

## Argumento
Hace mucho tiempo en una galaxia muy, muy lejana [...] La República Galáctica está sumida en disturbios. Hay protestas contra la tributación de las rutas comerciales a sistemas estelares. [...] Esperando resolver el problema con un bloqueo de mortíferos cruceros, la avariciosa Federación de Comercio ha detenido todos los envios al pequeño planeta de Naboo. [...] Mientras el Congreso de la República debate sin fin esta alarmante cadena de acontecimientos, el Canciller Supremo ha despachado en secreto a dos Caballeros Jedi, los guardianes de la paz y la justicia en la galaxia, a resolver el conflicto...
Texto introductorio

La Federación de Comercio ha iniciado un bloqueo comercial en el planeta Naboo, gobernado por la joven Reina Amidala, tras imponerse nuevos y elevados impuestos sobre las rutas comerciales en la galaxia. El Canciller Supremo de la República Galáctica, Valorum, envía a dos embajadores Jedi al centro de la Federación, donde el Virrey, Nute Gunray, los espera. Al llegar, el androide TC-14, que les da la bienvenida, comunica a Gunray que, al parecer, los embajadores son Caballeros Jedi llamados Qui-Gon Jinn y Obi-Wan Kenobi, su padawan. Gunray se pone muy nervioso porque sabe que su bloqueo terminará cuando los Jedi se lo exijan, pero se pone en contacto con un Lord Sith, Darth Sidious, quien les dice que lo que tienen que hacer es acabar con los Jedi.
Gunray ataca con gas tóxico el recinto donde estaban Qui-Gon y Obi-Wan, quienes se encuentran con un grupo de androides de batalla. Los Jedi los vencen fácilmente al utilizar sus sables de luz. Luego, Gunray envía un par de androides destructores, pero los Jedis se escapan por el túnel de ventilación. Al escapar, llegan a un bosque en el planeta Naboo, que estaba siendo asediado por los droides de la Federación. Qui-Gon se encuentra con un gungan llamado Jar Jar Binks, quien los guía a él y a Obi-Wan hacia su ciudad oculta, Otoh Gunga. Allí se reúnen con su líder, Nass, quien les concede una nave para dirigirse en rescate de la Reina Padmé Amidala de Naboo junto a Jar Jar Binks como guía. En su viaje bajo el agua, son atacados por distintas clases de criaturas. Al llegar a Naboo liberan a su soberana y a su grupo.

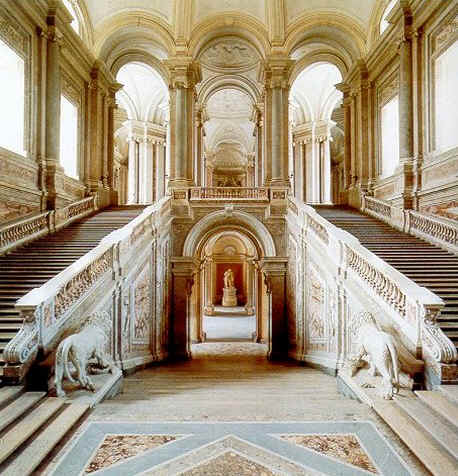
Vistas al interior del Palacio Royal de Naboo.

Todos escapan en la nave de la Reina, en dirección al planeta Coruscant, pero al salir del planeta son atacados por flotas de la Federación, y resulta dañada. Por esa razón, deben aterrizar en el planeta Tatooine para repararla. Allí se dirigen hacia un negocio de repuestos atendido por Watto, quien posee como esclavo a un niño llamado Anakin Skywalker. Allí se produce un acercamiento entre Padmé y Anakin. Al salir del local, se desata una tormenta de arena, por lo cual Anakin les ofrece refugio a Qui-Gon, Jar Jar y Padmé en su casa. Una vez allí, Qui-Gon le explica a la madre de Anakin, Shmi Skywalker, que siente una presencia fuerte de la Fuerza en el niño. Qui-Gon presiente que Anakin podría ser el Elegido de la profecía Jedi, que aportaría equilibrio a la Fuerza. Anakin les cuenta que es «experto» en un juego de carreras llamado podracing, y que preparaba una nave para participar. Qui-Gon le apuesta a Watto que si el niño gana la carrera, se quedarán con los repuestos para la nave y con la libertad de Anakin. Watto acepta, al creer que el mayor oponente de Anakin, Sebulba, le ganaría.
Ya en la carrera, Anakin tiene problemas ya que Sebulba había roto un elemento de su pod. Sin embargo, el niño se las ingenia para estabilizar la nave y finalmente gana la carrera. Luego de una emotiva despedida entre Shmi y Anakin, todos se dirigen hacia la nave de la Reina para trasladarse hacia Coruscant, capital de la República. Antes de llegar a la nave, Qui-Gon es sorprendido por el aprendiz de Lord Sidious, Darth Maul, y mantienen una pequeña lucha con sus sables. Finalmente, Qui-Gon logra huir en la nave. Una vez en Coruscant, Qui-Gon y Obi-Wan se dirigen hacia el Consejo Jedi para proponer el entrenamiento de Anakin, pero es rechazado debido a que el Consejo se opuso a ello porque no veían a Anakin como El elegido. Sin embargo, Qui-Gon, por su parte, decide dar término al entrenamiento de Obi-Wan para así poder entrenar a Anakin él mismo. Al mismo tiempo, el Senador Palpatine convence a Padmé de votar en contra del Canciller Supremo Valorum por no tomar medidas respecto a la toma de Naboo. Ella vota a favor, pero al no resultar la votación en el modo que Palpatine deseaba, decide marcharse hacia Naboo con los Jedis.
En Naboo, Padmé se revela ante el líder de los gungan y logra pactar una alianza con ellos en contra de la Federación de Comercio. Los gungan, bajo la autoridad de Jar Jar Binks, luchan contra los droides de la Federación en tierra. Al mismo tiempo, Padmé y su grupo capturan al Virrey Gunray. Por otro lado, Obi-Wan y Qui-Gon se encuentran nuevamente con Darth Maul, y comienzan a luchar con él. En la pelea, Qui-Gon muere en manos de Darth Maul, quien es vencido luego por Obi-Wan. En sus últimas palabras, Qui-Gon le pide a Obi-Wan que entrene a Anakin. Por último, la nave de la Federación que controlaba a los droides en Naboo es destruida por Anakin con la ayuda de una nave espacial. El Senador Palpatine es elegido como el nuevo Canciller Supremo de la República, y la Reina Amidala establece la paz con los gungan.

## Reparto
- Liam Neeson como Qui-Gon Jinn: el Maestro Jedi y mentor de Obi-Wan Kenobi. Cuando descubre a Anakin, insta a entrenarlo para ser un Jedi a pesar de tener al Consejo en contra. En un principio, Lucas había pensado en un actor estadounidense para este papel, pero en el proceso de selección cambió de opinión al ver que Neeson tenía grandes habilidades histriónicas y presencia en la pantalla, y lo describió como «un actor que es considerado como un experto en la actuación, en quien los otros actores podrían inspirarse, y que tiene las cualidades que requiere el personaje».[5]
- Ewan McGregor como Obi-Wan Kenobi: el padawan bajo las órdenes de Qui-Gon. Tiene a su maestro en una alta estima aunque lo cuestione a veces por sus métodos. McGregor fue escogido entre un total de cincuenta actores; todos ellos fueron comparados con imágenes de Alec Guinness de joven, que había interpretado Obi-Wan en la trilogía original.[6] Ewan tuvo un profesor de canto personal para lograr asimilar su voz a la de Guinness y estudió su comportamiento a la hora de actuar, tanto en sus primeras películas como las demás Star Wars.[5]
- Natalie Portman como Padmé Amidala: la joven reina del planeta Naboo de 14 años, Amidala, espera proteger su planeta del sitio al que está sometido por parte de la Federación de Comercio. Cerca de 200 actrices hicieron una audición para el papel;[7] las notas de producción indican que «el papel requería una joven que podría ser creíble como el gobernante de este planeta pero, al mismo tiempo, vulnerable y abierta». Portman fue elegida especialmente por sus papeles en Léon (1994) y Beautiful Girls (1996), los cuales impresionaron a Lucas.[5] Él dijo: «estaba buscando alguna actriz que fuera joven, fuerte, en la línea de Leia; Natalie encarna todos estos rasgos y más».[5] La actriz no estaba familiarizada con Star Wars antes del casting,[5] pero estaba muy entusiasmada por interpretar a la Reina de Naboo, un personaje que vio como un modelo a seguir: «fue maravilloso poder interpretar una joven reina con tanto poder. Creo que es bueno para las mujeres jóvenes ver a una mujer fuerte y de acción que también es inteligente y una líder».[8]
- Jake Lloyd como Anakin Skywalker: un chico de nueve años con grandes habilidades de piloto que sueña en convertirse en Maestro Jedi. Cientos de actores hicieron la prueba por el papel antes que los productores se decidieran por Lloyd.[5] Lucas consideró que Lloyd tenía todos los requisitos necesarios: «un buen actor, entusiasta y muy energético». El productor Rick McCallum añadió: «inteligente, travieso y le encanta la mecánica, al igual que a Anakin».[9]
- Ian McDiarmid como Palpatine/Darth Sidious: el senador de Naboo, quien finalmente es elegido Canciller Supremo de la República. McDiarmid fue sorprendido por Lucas cuando dieciséis años más tarde del estreno de El retorno del jedi le pidió que volviera a interpretar a Palpatine.[10]
- Ahmed Best como Jar Jar Binks: es un gungan torpe, exiliado por su pueblo pero es acogido por Qui-Gon y Obi-Wan. Los acompaña a lo largo de la película. Best fue contratado para hacer exhibiciones sobre la tecnología con la que daba vida a su personaje en San Francisco,[9] en un principio sólo iba a proporcionar la captura de movimiento, pero después ofreció también la voz del personaje. Durante el rodaje iba con un traje de espuma y látex con un casco elevado para que los actores tuvieran un punto de referencia de donde se encontraba su cara.[11] Los movimientos de Jar Jar eran a menudo improvisados, ya que Jar Jar es un personaje cómico y torpe.[9]
- Pernilla August como Shmi Skywalker: es la madre de Anakin. A pesar de estar preocupada por el futuro de su hijo, lo deja partir de casa para que se convierta en Maestro Jedi. August era una actriz sueca veterana que fue escogida en una audición a pesar de estar preocupada porque creía que no la seleccionarían por su acento.[11]
- Ray Park como Darth Maul: el aprendiz Sith de Darth Sidious que usa un sable de luz con dos hojas. Park es un experto en artes marciales, gimnasia y en la lucha en espadas. En un principio iba a ser miembro de un grupo de especialistas,[9] pero el coordinador de especialistas Nil Gillard filmó a Park para mostrar cómo se imaginaba la lucha de espadas. Lucas y McCallum quedaron impresionados al verlo en acción y decidieron darle el papel de Maul. Su voz fue considerada demasiado estridente y por ello fue doblado por Peter Serafinowicz.[11]
- Anthony Daniels pone su voz a C-3PO: un androide de protocolo diseñado para interactuar con seres humanos que fue construido por Anakin. Un titiritero vestido con el mismo color que el fondo da vida al personaje, de similar forma que los títeres del teatro japonés Bunraku. El vestido fue borrado durante la postproducción y después Daniels se encargó de darle voz.[9][12]
- Kenny Baker como R2-D2: un androide astromecánico, salva a la Reina Amidala de la huida de Naboo. Antes de comenzar la producción de la película, los fanes pidieron vía Internet que Baker volviera a hacer el papel del robot, y Lucas respondió que así sería. Baker interpretó aquellas escenas donde R2 se doblaba hacia adelante, hacia atrás y se tambaleaba hacia las bandas. Las otras escenas más complejas fueron hechas por ordenador.[13]
- Silas Carson como Nute Gunray: Virrey de la Federación de Comercio y líder que dirige el ataque a Naboo e intenta forzar a la Reina Amidala a firmar un tratado que legitime la ocupación. Carson también interpretó tres personajes secundarios: el Maestro Jedi Ki-Adi-Mundi, el senador Lott Dod y un piloto herido (personaje por el que hizo la audición original).[14] Carson obtuvo el papel porque el anterior actor se sintió incómodo al llevar los trajes usados por los personajes de la Federación: estaban calientes, ejercían una gran presión sobre el portador y se tardaba cerca de 136 minutos en ponérselos. El acento tailandés utilizado por el personaje fue elegido después de que Lucas y McCurrt escucharan varios idiomas para escogerlos como habla de los neimodianos.[15]
- Andy Secombe pone su voz a Watto: un chatarrero de Tatooine que tiene como esclavos a Anakin y su madre. Su diseño sale de la fusión de varias ideas rechazadas.[16]
- Hugh Quarshie como el capitán Panaka: el jefe de seguridad de la Reina Amidala. Quarshie aceptó el papel porque consideraba que era «un buen paso en su carrera» y la producción le parecía divertida.[17]
- Lewis MacLeod pone su voz a Sebulba: un agresivo podracer y rival de Anakin en la carrera. El diseño de Sebulba fue descrito por Lucas como «una araña cruzada con un orangután cruzado con un oso perezoso»,[18] con una cara de camello y la ropa inspirada en la armadura medieval.[19]
- Frank Oz pone su voz Yoda: un antiguo líder del Consejo Jedi. Yoda fue mayormente representado como un títere diseñado por Nick Dudman, basado en el diseño original de Stuart Freeborn, del que Oz controlaba la boca; las otras partes eran controladas por titiriteros, que utilizaban mandos a distancia.[11] Lucas contrató a Oz después de que terminara su última película, In & Out.[20][21] Lucas declaró que su intención original era que Yoda fuera generado por ordenador en todas las escenas, pero los intentos no funcionaron bien. Finalmente, en las versiones para Blu-ray y 3D se usó una técnica similar a la de las otras precuelas.[22]
- Samuel L. Jackson como Mace Windu: un miembro del Consejo Jedi y uno de los que se opone al entrenamiento de Anakin debido a su férrea lealtad a las tradiciones Jedi. Después de que Jackson expresara su interés en salir en Star Wars, el director de casting Robin Gurland le dio el papel de Windu.[9]
- Terence Stamp como el Canciller Supremo Finis Valorum: Él es quien envía a Obi-Wan Kenobi y a Qui-Gon Jinn a negociar con el Virrey de la Federación de Comercio al comienzo de la película. Lucas lo describe como un «buen hombre pero es acosado, algo así como Bill Clinton».[23]
- Brian Blessed pone su voz a Boss Nass: el líder de la tribu gungan que se alía con los Naboo y derrota a la Federación de Comercio. Blessed en un principio hizo la audición para Sio Bibble, el gobernador de Naboo,[24] por el que fue considerado «demasiado fuerte».[25] La directora de casting Robin Gurland se le acercó por Nass, ya que era un personaje «más grande que la vida» con «una especie de valentía».[26] Brian describió a su personaje como un «héroe reacio a serlo»[25] y un papel divertido de interpretar.[27]
- Greg Proops y Scott Capurro ponen su voz a Fode y Beed, los dos locutores de la carrera de vainas. Los actores fueron filmados usando maquillaje y monos azules, y sus cabezas se unieron en un cuerpo generado por ordenador. En el equipo de efectos visuales no gustaban los resultados originales y terminaron la elaboración de Fode y Beed completamente por ordenador.[28]
- Keira Knightley como Sabé: era la doncella más importante de Padmé Amidala durante el reinado de esta como Monarca de Naboo. Siendo originaria de Naboo, Sabé fue escogida muy cuidadosamente por el Capitán de las Fuerzas de Seguridad Reales de Naboo, Panaka, poco después de la coronación de Amidala debido a su fuerte parecido a la nueva Reina. Junto con las otras doncellas, Sabé fue entrenada para servir tanto como sirviente como guardaespaldas, y al ser la más importante del séquito, fue elegida para ser la primera en orden en tomar el papel de Reina en momentos de crisis, como su doble. Junto con Padmé, Sabé perfeccionaba su actuación como Reina, aprendiendo a imitar a la Monarca a la perfección.

## Producción

### Antecedentes y guion

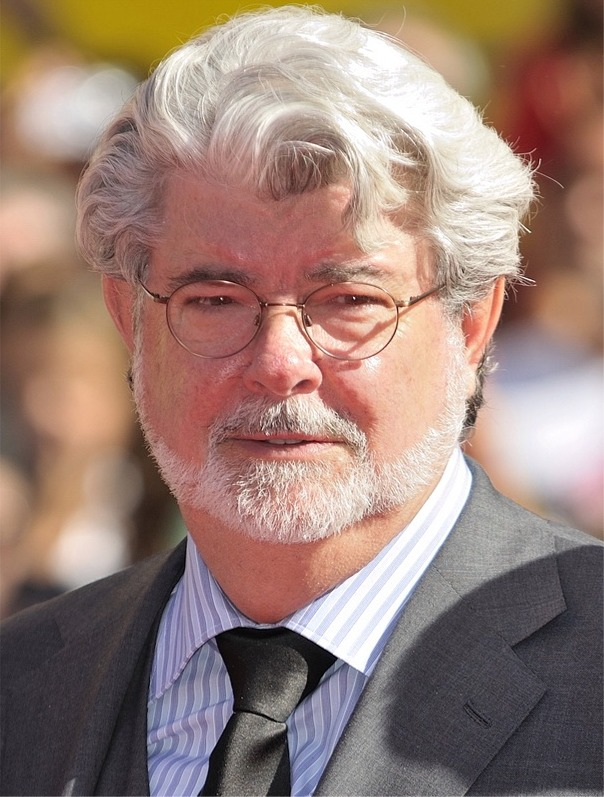
George Lucas, cineasta estadounidense, creador de la saga fílmica de Star Wars.

Durante el proceso de redacción de la película original de Star Wars de 1977, el creador y director George Lucas, se dio cuenta de que la historia que había escrito era demasiado larga como para meterla dentro de una sola película y, por tanto, estaba destinada a ser la introducción de una amplia saga que incluso podría tener precuelas si ésta tenía éxito. La película original fue finalmente desarrollada como la primera de la serie pero siendo en realidad una que pertenecía a la segunda trilogía de la saga. En el momento del tercer proyecto, Lucas había negociado un contrato que le daba derecho a escribir dos secuelas. También en ese momento desarrolló una historia de fondo bastante elaborada para ayudar a su proceso de escritura. Mientras escribía la primera secuela, El Imperio contraataca de 1980, Lucas consideró diferentes direcciones a tomar por la historia, entre las que fueron la revelación del villano Darth Vader como padre del héroe Luke Skywalker y el desarrollo de una historia de fondo donde se explica que fue un gran maestro Jedi llamado Anakin Skywalker, un guerrero con un gran poder que se vio seducido y arrastrado al Lado Oscuro de la Fuerza, además de un relato que ya había incluido en la primera película de la trilogía que cuenta la historia de los Jedis que habían tenido su apogeo como los guerreros más poderosos de la galaxia y tras ello estaban al borde de la extinción, las cuales impactaron sorprendentemente al público de la época. El impacto que causó esta nueva historia de fondo, dio ánimos a Lucas para decidir hacer una nueva trilogía que explicaría los orígenes de la saga de finales de los años 70 y principios de los 80, y cambió el nombre de Episodio II a Episodio V. Al final de la trilogía, en las últimas escenas de El Retorno del Jedi, Vader se transforma en un personaje trágico y redimido. No obstante, a pesar de mostrarse en un principio entusiasmado por llevar este proyecto a cabo, Lucas dijo que estaba «quemado» y se quería tomar un descanso.
Después de perder gran parte de su fortuna en el acuerdo de divorcio de 1987, Lucas no tenía ningún deseo de volver a Star Wars y canceló la trilogía-secuela no oficial en el estreno de El Retorno del Jedi. Sin embargo, debido a que Lucas ya tenía desarrollada la mayor parte de la historia, la idea de realizar las precuelas le continuaba fascinando especialmente por el deseo del público de proyectar la historia previa a la trilogía original. A principios de la década de 1990, Star Wars volvió a ser popular a raíz de la línea de cómics Dark Horse Comics y la trilogía Thrawn de Timothy Zahn. Al ver que todavía había una gran audiencia para su idea de una trilogía, y con la explosión de la tecnología CGI, el director consideró volver a dirigir la saga. En 1993 se confirmó y se anunció en la revista Variety, entre otras, que se realizarían las precuelas. Lucas comenzó entonces a trabajar más a fondo en la historia donde Anakin Skywalker pasaría a ser el protagonista de esta historia en lugar de Obi-Wan Kenobi y que culminaría «trágicamente» con los orígenes y la transformación de Darth Vader. Éste fue el último paso que convirtió la franquicia en una saga.
Lucas comenzó a escribir el guion de la primera película el 1 de noviembre de 1994. Fue una adaptación del guion de 15 páginas que él mismo había escrito en 1976. El primer esquema fue diseñado originalmente para ayudarlo a registrar las historias de fondo de carácter y qué acontecimientos habían tenido lugar antes de la trilogía original. Para esta trama, Lucas creó un Anakin Skywalker con caracterizaciones totalmente nuevas que fueron piezas claves para su historia original aunque también respetando las descripciones históricas y personales que los personajes de la primera saga habían hecho referencia de él antes de volverse un ser lleno de maldad: Anakin nació y creció en el planeta Tatooine (lo mismo que su hijo Luke) sin tener padre biológico, siendo la fuerza que hubo en su madre la que lo engendró en su vientre y al nacer heredó, lo que le dio la idealdad de poder convertirse en jedi y mostrado como un esclavo, en un inicio tenía doce años pero Lucas lo redujo a nueve porque creía que era demasiado grande para comenzar su aprendizaje y separarse de su madre. También reescribió el final de la película en cuanto a la participación de Anakin en la batalla final, que aprende a usar la nave estelar con la ayuda de R2-D2; de esta manera, la escena sería mucho más creíble. Si bien el título debía ser The Beginning, Lucas reveló más tarde que sería The Phantom Menace (traducido al español como La amenaza fantasma), en referencia al canciller Palpatine, que oculta su verdadera identidad como el malvado Lord Sith detrás de la fachada de un funcionario bienintencionado. Se explicaron también los orígenes de Obi-Wan Kenobi, que aparece como aprendiz de Qui-Gon, quien ayudó a liberar a Anakin de la esclavitud y en su muerte encomendaría a Kenobi su entrenamiento para convertirlo en Jedi; de R2-D2 y C3PO, este último como un androide creado por Anakin Skywalker (a pesar de que en la película de El Imperio Contraataca, en la escena del congelamiento de Han Solo, que es la única que se ven juntos, C3PO es un desconocido para Darth Vader); y de Yoda, el maestro supremo de los Jedis, que tras analizar al niño Skywalker se opone tajantemente a que sea entrenado por sus presentimientos de que será seducido por el lado oscuro.
La historia termina con cinco historias que transcurren simultáneamente. La principal es que Palpatine se convierte en Canciller Supremo, el cual conduce un ataque de la Federación de Comercio en Naboo, los Jedis son enviados allí y Anakin comienza su largo camino que acabará llevando al Lado Oscuro de la Fuerza. Al igual que en la trilogía original, Lucas desarrolló en The Phantom Menace una serie de temas a través de la narrativa. La dualidad es frecuente con Amidala, una Reina que se hace pasar por criada, Palpatine que juega en los dos papeles de la guerra y Obi-Wan que está en contra de algunas enseñanzas de Qui-Gon como, por ejemplo, entrenar a Anakin; al final es él mismo quien lo adiestra. El equilibrio también es frecuente, Anakin es supuestamente elegido para llevar el equilibrio a la Fuerza y los personajes que han de influir de alguna manera u otra. Como dijo Lucas: «Anakin necesita una madre, Obi-Wan un maestro, Darth Sidious un aprendiz, sin todos estos elementos no habría drama».

### Preproducción y diseño

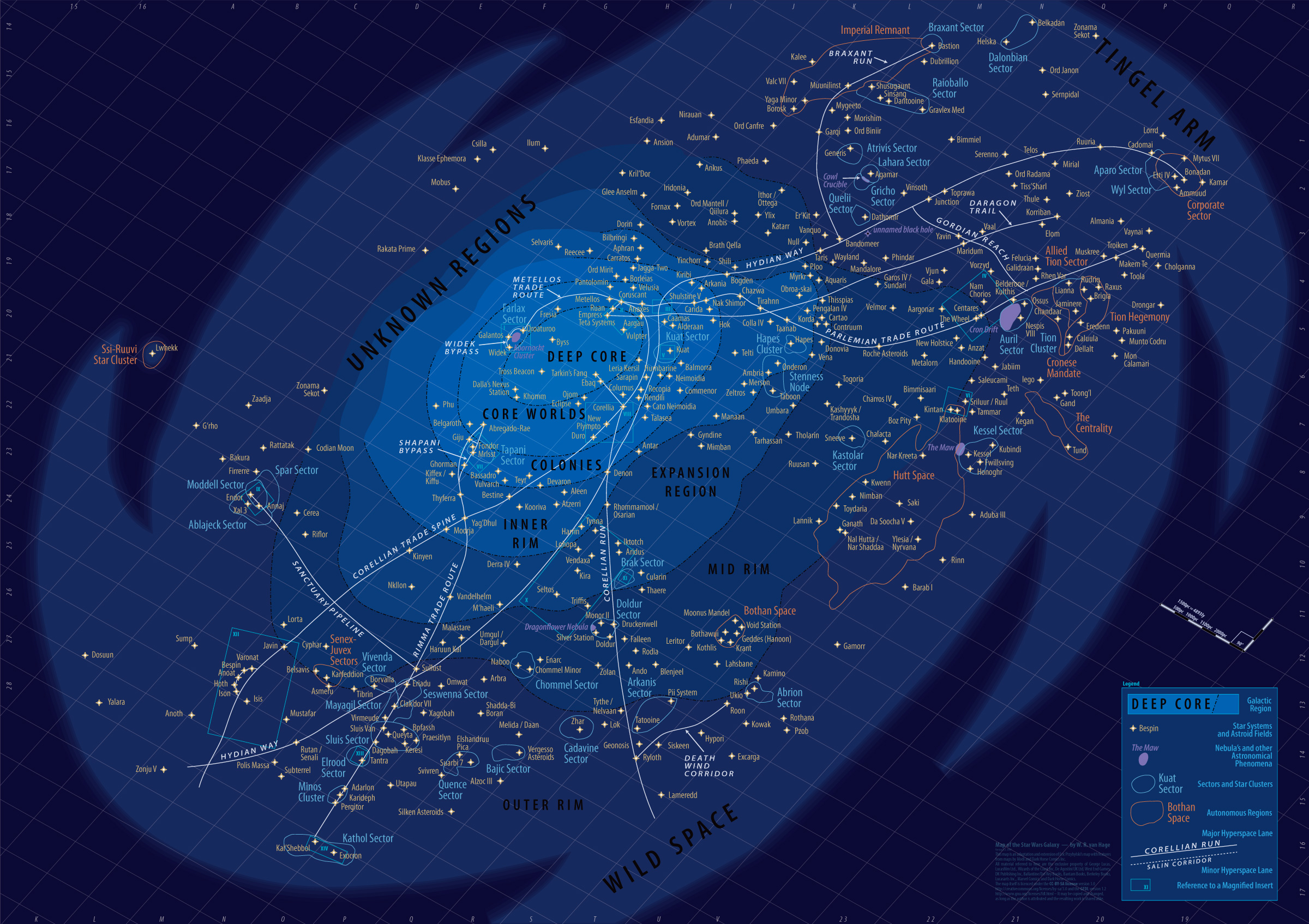
Mapa de la galaxia ficticia donde tiene lugar la saga de Star Wars.

Antes de que Lucas comenzara a escribir el guion, su socio de producción Rick McCallum ya había realizado algunos preparativos para la película. McCallum dijo que su experiencia en la serie de televisión Las aventuras del joven Indiana Jones le ayudó a tomar muchas decisiones con The Phantom Menace, como acuerdos a largo plazo con los actores y los platós, que emplean a los recientes graduados sin experiencia en el cine, y la creación de conjuntos y paisajes a través de la tecnología digital. En abril de 1994, McCallum comenzó la búsqueda de profesionales en las escuelas de arte, arquitectura y diseño, y en verano del mismo año, inició la exploración de ubicaciones para filmar, junto con el diseñador de producción Gavin Bocquet. El director de arte de Industrial Light & Magic, Doug Chiang, fue contratado para ser el jefe de diseño.
Dentro de los tres o cuatro primeros meses que Lucas se dedicó al guion, Chiang y su equipo de diseño comenzaron un proceso de dos años de revisiones de los miles de diseños de la película. Chiang le dijo a Lucas que pretendía que el episodio I fuera estilísticamente diferente de la producción de las otras películas de la saga, que es «más rico y más como una película de época, ya que era la historia que condujo a Una nueva esperanza». Los tres planetas donde la historia cobra vida —algunos de ellos con ambientes variados, como las ciudades de los humanos y de los gungan de Naboo y tres edificios diferentes de Coruscant— les daría un aspecto distintivo, con un poco de base en el mundo real con excepción de la ciudad gungan, la cual tenía una inspiración visual al modernismo. Los dibujos conceptuales de Ralph McQuarrie de la trilogía original sirvieron de base para Mos Espa —que también sacó de viejos hoteles y edificios de Túnez, y tenía detalles como un mercado diferenciado al de Star Wars: Episode IV - A New Hope, Mos Eisley— y Coruscant, en particular el diseño de una metrópolis que acabaría siendo la base del Senado. Bocquet más tarde profundizó en el trabajo del equipo de Chiang y el diseño de los interiores, la traducción de los conceptos en los planos de construcción con entornos y estilos arquitectónicos que tenían alguna base en la realidad «para dar al público un poco de la clave del film».

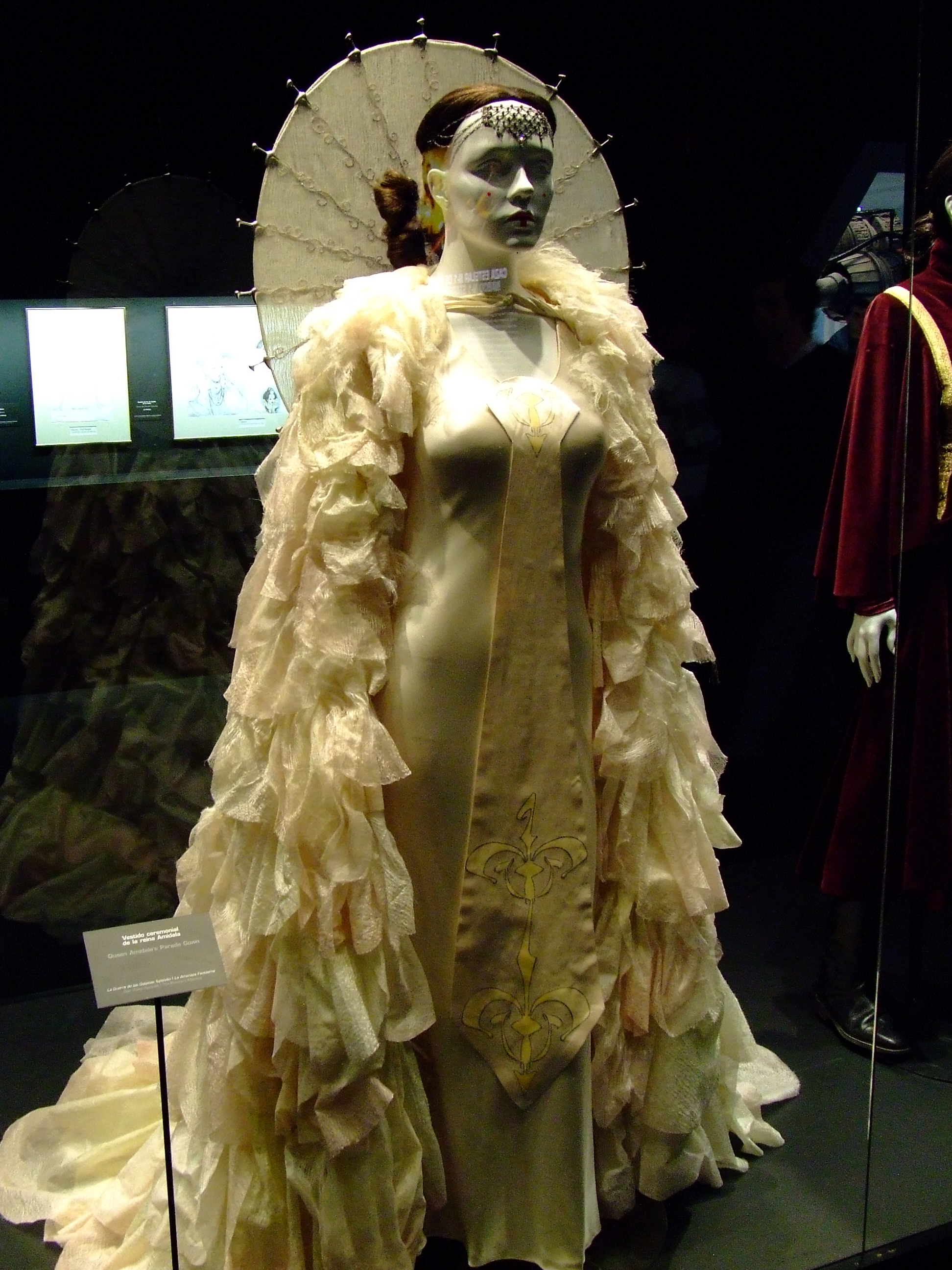
Uno de los vestidos diseñados por el equipo de Trisha Biggar especialmente para la película.

El diseño de las criaturas fue a manos del artista Terryl Whitlatch. Muchos de los aliens surgieron de hibridar diferentes animales reales. También diseñó esqueletos detallados de los personajes principales y los músculos faciales de Jar Jar Binks como referencia para los animadores de ILM. Cada criatura fue diseñada para reflejar el entorno en el que vive: en Naboo son más bonitas ya que el planeta es «exuberante y más respetuoso con los animales»; en Tatooine hay criaturas de aspecto rudo «con la piel curtida para protegerlos de las inclemencias duras del desierto»; y, en Coruscant, aparecen alienígenas de aspecto humano más bípedos.
El coordinador de especialistas Nick Gillard fue contratado para crear un nuevo estilo de lucha jedi que se diferenciara de la trilogía original y predominara entre diferentes técnicas de artes marciales y de combates a espada. Gillard comparó las batallas con espadas láser con una partida de ajedrez donde «cada movimiento es un jaque». Como usan armas de corto alcance, teorizó que los Jedis habrían tenido que desarrollar un método de lucha que combinara toda clase de esgrima, como el kendo y otros estilos de kenjutsu, con demás técnicas de balanceo, como en el tenis y el uso del hacha. Mientras entrenaba a Liam Neeson y Ewan McGregor, Nick escribía una secuencia de batalla de unos 60 segundos de duración, la cual sería cinco o seis secuencias. Lucas, más adelante, en lugar de referirse a los Jedis como soldados, los describió como «negociadores», debido a que utilizan sus estrategias políticas para alcanzar un acuerdo pacífico con el mínimo número de víctimas. La preferencia al combate cuerpo a cuerpo tenía la intención de dar un papel más espiritual e intelectual a los Jedis. Como Gillard pensaba que los saltos acrobáticos no parecían realistas con los actores y los especialistas colgados de los cables, se usaron impulsores de aire en su lugar.
Lucas también decidió hacer vestidos elaborados, ya que la sociedad era más sofisticada que la que salía en la trilogía original. La diseñadora Trisha Biggar y su equipo crearon más de mil vestidos, después de que se basaran en diversas culturas de nuestro planeta para la confección de varias piezas de ropa. Biggar trabajó estrechamente con el concepto del diseñador Iain McCaig, creó una paleta de colores para los habitantes de cada mundo, mientras Tatooine seguía con la idea de Una nueva esperanza con colores tierra blanqueados por el sol, Coruscant tenía grises, marrones y negros, y Naboo tenía verde y oro por los seres humanos, mientras que los gungan llevaban «un aspecto correoso, como su piel». Los trajes jedi seguían el patrón original. Lucas dijo que él y Biggar mirarían el arte conceptual para trabajar en «traducir todos estos diseños en el trapo, la tela y los materiales que realmente funcionan, trabajo que no parece fácil». Biggar también consultó a Gillard a la hora de buscar formas en que los trajes se adaptaran a las escenas de acción, y el departamento de criaturas para «no usar en exceso» en las pieles exóticas. Un departamento de vestuario enorme se fijó en Leavesden Film Studios para crear desde cero más de 250 trajes de los actores principales y 5000 para los personajes de fondo.

### Rodaje

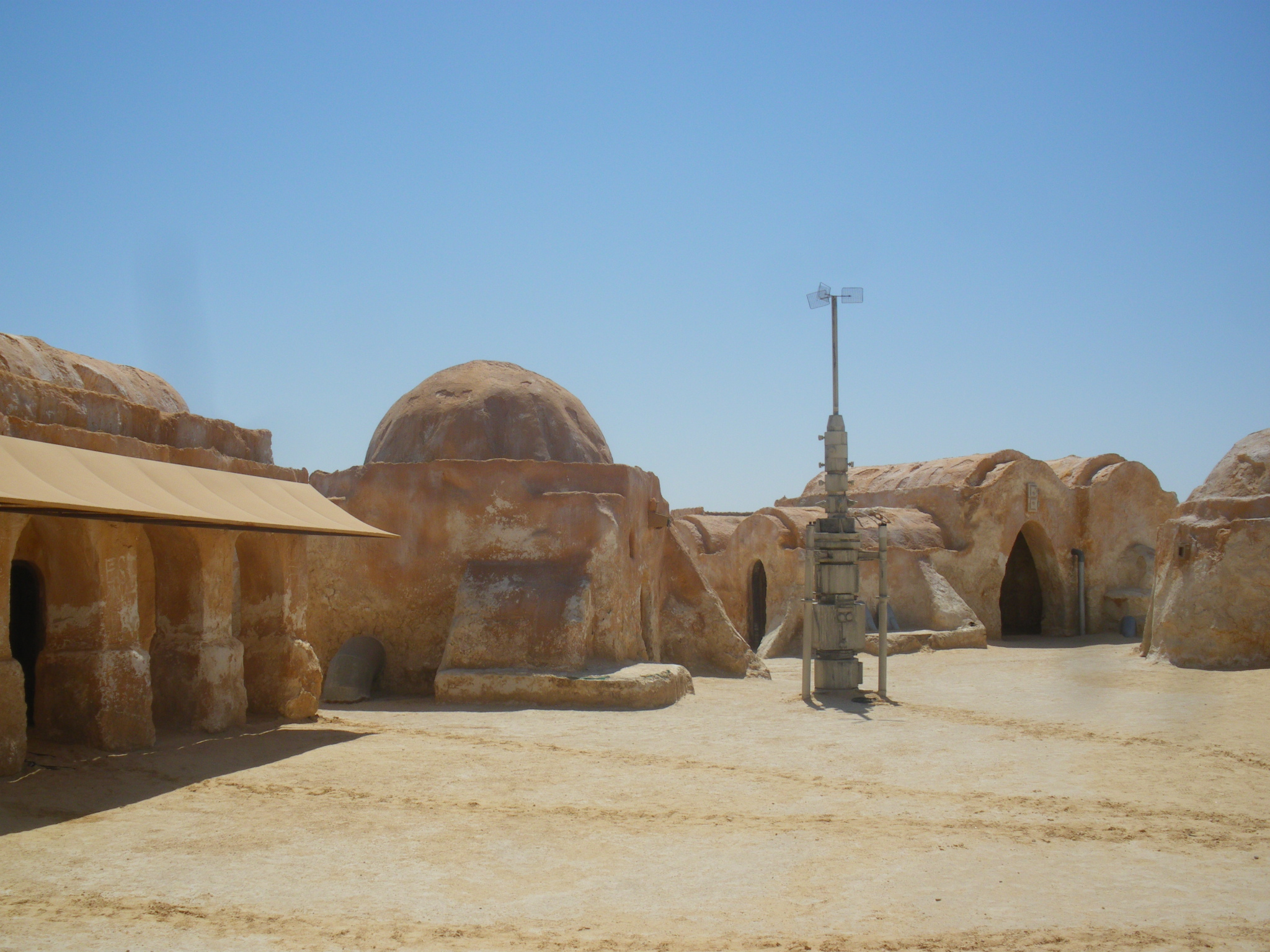
Restos de Mos Espa en el desierto tunecino.

El rodaje comenzó el 26 de junio de 1997 y terminó el 30 de septiembre de ese mismo año. Tuvo lugar principalmente en los estudios Leavesden Film en Inglaterra. También se rodó en otro estudio británico utilizado para la trilogía original, Elstree Studios; y el parque Cassiobury, en Watford, para las escenas del bosque en Naboo. Fueron rodadas varias tomas de un plano entre agosto de 1998 y febrero de 1999, después de que Lucas proyectara un primer corte de la película a sus amigos en mayo de 1998. La mayor parte de la acción y las acrobacias fueron filmadas por la segunda unidad de Roger Christian, quien trabajó a lo largo de la unidad principal debido al alto número de tomas para completar cada día.
El desierto de Túnez fue usado una vez más para las escenas de Tatooine, con Mos Espa construido a las afueras de Tozeur. Durante la tercera noche de rodaje, una inesperada tormenta de arena destruyó muchos escenarios y accesorios. Con una rápida reprogramación, la producción fue capaz de salir de Túnez al día exacto previsto. El Palacio Real de Caserta fue utilizado para su rodaje como el interior del Palacio de Naboo. Además, las escenas con explosiones fueron construidas en conjuntos de réplicas en Leavesden.
Una carpeta con guiones gráficos de la película sirvieron como referencia para la grabación de la acción en vivo; estas escenas fueron rodadas con croma, y posteriormente se aplicaría por ordenador. El uso prolongado del croma fue empleado para las extensiones digitales, fondos o paisajes. David Tattersall, director de fotografía, decía que había que buscar luces más potentes para iluminar los decorados, y el supervisor de efectos visuales John Knoll desarrolló un software que eliminase el reflejo azul del suelo brillante. Knoll, que estuvo en el set de rodaje durante la mayor parte de la producción, trabajó en estrecha colaboración con Tatterstall para asegurarse de que las escenas eran adecuadas para añadir los efectos visuales más tarde. Las cámaras estaban equipadas con modelos de captura de datos que proporcionaban los datos técnicos a los artistas CGI.
The Phantom Menace fue la última película de la saga que se rodó en 35 mm. Algunas escenas, en su mayoría de elementos filmados por el equipo de efectos especiales, fueron grabadas en alta definición por las cintas de vídeo para probar el funcionamiento de la grabación digital. Lucas y McCallum consideraron que era el siguiente paso lógico dada la cantidad de digitalización —un proceso costoso en comparación con la grabación directamente en digital— para la composición de los efectos generados por ordenador. Todas las películas futuras serían tomadas con Sony CineAlta, cámaras de vídeo de alta definición.
La edición duró dos años y fue realizada tanto por Paul Martin Smith, quien inició el proceso en Inglaterra y se centró en los diálogos, como por Ben Burtt —también editor de sonido—, responsable de las secuencias de acción, bajo la supervisión de Lucas. Los sistemas de edición no lineales jugaron un papel importante para la traducción de la visión de Lucas, pues él constantemente ajustaba, revisaba y reelaboraba los planos y escenas. La mezcla de sonido final fue introducida en marzo de 1999 y, al mes siguiente, la película se completó con la entrega de los efectos visuales restantes.

### Efectos especiales
Cerca de 1950 tomas contienen efectos especiales; la escena inicial en la que se libera gas tóxico donde están los dos Jedis, es la única secuencia de toda la película que no tiene modificaciones digitales. El trabajo era tan extenso que se necesitaron tres supervisores para dividir el trabajo: John Knoll supervisó la producción en serie, la carrera y las secuencias de batallas espaciales, el veterano Dennis Murano era el encargado de las secuencias submarinas y las batallas terrestres mientras que Scott Squires se encargaba de los efectos de las espadas láser.
Hasta la producción de la película, muchos efectos especiales en la industria del cine se lograban mediante el uso de modelos en miniatura, pinturas mate y efectos visuales en el set. Fue un hecho innovador, aunque en otras películas ya se había hecho un uso extensivo de las imágenes generadas por ordenador (CGI). Knoll realizó 3500 guiones con Lucas como acompañante para explicarle los factores de rodaje que serían prácticos y aquellos que se crearían a través de los efectos visuales. El resultado fue mezclar técnicas originales con las nuevas técnicas digitales para hacer difícil al espectador adivinar cuál era la técnica que se había utilizado. El nuevo software de ordenador fue escrito por Knoll y su equipo de efectos visuales para crear ciertos rasgos de la película, entre ellos simuladores de ropa para permitir una representación realista. Otro de los objetivos era crear personajes por ordenador que pudieran actuar a la perfección con los actores de acción en vivo. Durante el rodaje de escenas generadas por computadora, Lucas podría bloquear los caracteres con sus correspondientes actores de voz en el plató. Los actores de voz entonces se retiraron y los actores de acción en vivo realizaron la misma escena. Más tarde, se añadiría un personaje CGI en el plano para terminar la conversación. Lucas también usó la CGI para corregir la presencia física de los actores en ciertas escenas. Asimismo se utilizaron modelos prácticos, como podían ser los paisajes en miniatura de fondo y los vehículos que serían escaneados para crear los modelos digitales o filmados para representar las naves espaciales y la carrera de vainas.
Después de haber tenido problemas con los accesorios utilizados para representar a R2-D2 en las anteriores películas, Lucas contrató dos empresas, Industrial Light & Magic (ILM) y el departamento de efectos especiales de la producción británica para crear sus propias versiones. Se inventaron nuevos modelos del droide astromecánico: uno era para el actor Kenny Baker, quien debía estar dentro del robot, siete fueron construidos por ILM y contaron con dos motores de sillas de ruedas capaces de empujar 198 kg; el estudio británico produjo un noveno R2 neumático que podría cambiar de dos a tres piernas y se utilizaba, sobre todo, en Túnez, ya que el sistema de accionamiento del motor de R2 le permitía conducir sobre la arena.
Mientras que el intento inicial era crear tantos extraterrestres por ordenador como fuera posible, dado su bajo coste, cada vez se utilizaban más máscaras con maquillaje y animatrónicos. Estos fueron establecidos por el equipo de efectos de criaturas de Nick Dudman que incluyeron los neimodianos y personajes de fondo en Mos Espa, el consejo jedi y el senado galáctico. El grupo de Dudman fue advertido de que sólo tendrían seis meses antes de que comenzara el rodaje, así que tuvieron que salir apresuradamente de la producción. Los vestidos de los neimodianos, inicialmente visualizados como personajes digitales, se entregaron un día antes de que se les exigiera en conjunto. Dudman viajó a Skywalker Ranch para ver las criaturas originales que podrían ser reutilizadas, leer el guion para un desglose de escenas con individuos prácticos, y dejar solamente los diseños más extravagantes para realizarlos a través del CGI.
Para la investigación de los vehículos de carrera, el equipo de efectos especiales visitó un desguace de aviones de reacción en las afueras de Phoenix, donde encontraron cuatro motores de Boeing 747. Réplicas a escala natural de los motores fueron construidas y enviadas a Túnez para servir de referencia en la película. Aparte de Jake Lloyd dentro de una cabina de mando hidráulico y unos pocos modelos útiles de corredores de vainas, todas las escenas de la carrera son generadas por ordenador. El equipo de efectos especiales trató de diseñarlo todo para estar tan «fuera de este mundo» como fuera posible.

### Banda sonora
Al igual que en las anteriores entregas, la banda sonora fue compuesta y dirigida por John Williams. Empezó a componer la partitura en octubre de 1998 y grabó la música con la London Voices y la Orquesta Sinfónica de Londres en Abbey Road Studios el 10 de febrero de 1999. Williams decidió utilizar instrumentos electrónicos como sintetizadores para realzar las piezas sonoras y corales para «capturar la magia y la fuerza mística que una orquesta normal no podría haber sido capaz de proporcionar» y que reflejase un ambiente diferente, «más misterioso y místico y menos militar» que en la trilogía original. Uno de los temas más destacados es Duel of the Fates, que incluso recibió su propio videoclip, utiliza un coro para darle un toque religioso en la batalla con espadas láser. Al componer el tema de Anakin, Williams quiso reflejar la inocencia de su infancia y presagiar su transformación en Darth Vader al poner leves notas de la Marcha Imperial en la melodía.
La banda sonora de la cinta fue publicada por Sony Classical el 4 de mayo de 1999. Este álbum contó con la partitura reestructurada por el compositor, por tanto, no está en el orden del cine y omite muchas señales notables de la película debido a las restricciones de espacio de un disco compacto. Uno de los dos discos de la «Ultimate Edition»  fue puesto a la venta el 14 de noviembre de 2000. El conjunto cuenta con casi todas las piezas que se escuchan en la película, incluidas todas las ediciones y los bucles que se hicieron para la mezcla de sonido.

## Alusiones históricas y culturales
Al igual que en anteriores entregas de Star Wars, La amenaza fantasma hace varias referencias a hechos históricos y películas que Lucas veía en su juventud. Las cintas de la saga suelen mezclar varios conceptos seleccionados de diferentes mitologías.
La práctica jedi es como el budismo zen, la meditación y las artes marciales, al igual que hicieron los antiguos samuráis japoneses. El nombre «Qui-Gon» hace referencia a qigong, que se refiere a una disciplina china que implica la meditación y el cultivo del flujo de la energía vital llamada «Chi» o «Qì» para la curación, la salud y el combate. Las palabras ch'i (chino), ki (japonés) y el término indio «prana» se refieren a la energía que fluye a través de todos los seres vivos, desde la fuente de toda energía, que es «el camino» en la filosofía china.
Hay muchas referencias a la mitología cristiana, como la aparición de Darth Maul, cuyo diseño se basa en gran medida de las representaciones tradicionales del diablo cristiano, con cuernos y piel roja. El ciclo de cine Star Wars cuenta con una base religiosa con respecto a la narrativa de Anakin Skywalker; el «elegido» fue concebido por una madre virgen, que se siente tentado a unirse a los Sith. Su caída, a priori, le impide cumplir con su destino como «el elegido», llevar el equilibrio a la Fuerza y acabar con los Sith. La inspiración detrás de la historia del «nacimiento virginal» es paralela a un concepto que desarrolló Joseph Campbell en su trabajo en El héroe de las mil caras, obra que ya influenció en gran parte a Lucas cuando escribió la trilogía original de Star Wars.
El cine japonés también sirvió de inspiración en la trilogía anterior, en concreto La fortaleza escondida de Akira Kurosawa. Los historiadores de cine Geoff King y Tanya Krywinska afirmaron: «Los diseños de vestuario y el maquillaje... son una mezcla del estilo gótico y oriental con un punto muy futurista. El gótico es más fuertemente evidente en los cuernos demoníacos de Darth Maul y el maquillaje rojo y negro que toma prestado de los diseños faciales se encuentran en las representaciones de los demonios japoneses». King y Krzywinska también notaron que «el peinado de Qui-Gon y la posición de su aprendiz Obi-Wan, alientan aún más una lectura en términos de la tradición samurái». Finalmente, «Amidala, de acuerdo con su condición y carácter, tiene un número de trajes muy formales... para ir con el pelo esculpido en una curva que enmarca el maquillaje de un elenco japonés».

## Estreno
El estreno de la primera entrega en el orden cronológico de Star Wars fue dieciséis años después de la anterior, El Retorno del Jedi, por lo que su lanzamiento se vio envuelto en medio de una gran expectación mediática. Fueron pocos los estudios de cine que durante la misma semana de la proyección estrenaron sus películas, entre ellos DreamWorks y Universal Studios con The Love Letter y Notting Hill el 21 y 28 de mayo respectivamente. The Love Letter resultó un fracaso en taquilla, mientras que Notting Hill le fue bastante mejor, seguido de cerca por The Phantom Menace en segundo lugar. Challenger, Gray & Christmas, una firma consultora de empleo de Chicago, estimó que si 2,2 millones de trabajadores a jornada completa no aparecían en su puesto por asistir a la película, el resultado sería una pérdida de 293 millones de dólares de productividad. Según The Wall Street Journal, muchos trabajadores anunciaron sus planes para ver la première y varias empresas del país cerraron el día del estreno. Se empezaron a formar colas en las salidas de los cines un mes antes de la venta de entradas.
Aparecieron más colas en los cines cuando se anunció que estos no estaban autorizados a vender entradas por adelantado hasta dos semanas antes del estreno. Esto se hizo por temor a que los amantes del cine fueran incapaces de poder comprar las entradas o se verían obligados a pagar precios más altos. Sin embargo, después de las reuniones con la Asociación Nacional de Propietarios de Cines, Lucasfilm acordó permitir la venta de entradas anticipadas el 12 de mayo de 1999, a condición de que hubiera un límite de doce boletos por cliente. Como resultado, algunas entradas anticipadas fueron revendidas a precios tan elevados como 100 dólares cada una. Un jefe de distribución lo catalogó como «horrible», y afirmó que era exactamente lo que querían evitar. Daily Variety informó que los propietarios de las salas recibieron instrucciones estrictas de la productora de Lucas para que la película solo se pudiera emitir en el auditorio más grande durante las primeras 8-12 semanas, y se vieron obligados a enviar sus pagos a la distribuidora 20th Century Fox al cabo de siete días.
A pesar de las preocupaciones sobre si la película se acabaría en el tiempo previsto, dos semanas antes de su estreno Lucasfilm movió la fecha de lanzamiento del 21 de mayo al 19 del mismo mes. En la convención ShoWest, Lucas dijo que el cambio era dar a los fanes una «ventaja» que les permitiera ver la entrega a mediados de semana y permitir a las familias la oportunidad de mirarla el fin de semana. Se anticipó su futura conversión a la cinematografía digital y declaró que la película iba a ser puesta en cuatro proyectores digitales el 18 de junio de 1999. Once estrenos para la caridad se organizaron en Estados Unidos el 16 de mayo de 1999. Los ingresos del evento de Los Ángeles fueron donados a la Elizabeth Glaser Pediatric AIDS Foundation con paquetes corporativos por valor de 5.000 hasta 25.000 dólares. Otros estrenos caritativos incluyeron el lanzamiento de Dallas por Children's Medical Center, en Nueva York por el Aubrey Fund for Pediatric Cancer Research del Memorial Sloan-Kettering Cancer Center, Filadelfia en la Big Brothers Big Sisters of America y Washington D. C. a la Children's National Medical Center. En una declaración dijo que las entradas se vendieron a 500 dólares cada una y que ciertas secciones estaban reservadas para los niños desfavorecidos.

### Promoción
Lucasfilm hizo una inversión de veinte millones de dólares para la campaña publicitaria de la película. La empresa realizó acuerdos de licencia promocionales con Hasbro, LEGO, Tricon Global Restaurants, Inc y PepsiCo. La compañía también ayudó al club de fanes del film para organizar un evento especial, Star Wars Celebration, que tuvo lugar en Denver, Colorado entre el 30 de abril y el 2 de mayo de 1999.
El tráiler fue lanzado en la gran pantalla con el estreno de A Bug's Life el 17 de noviembre de 1998, incluso los medios de comunicación informaron que la gente pagaba la entrada completa en los cines solo para ver el avance. Una segunda pieza fue proyectada el 12 de marzo de 1999 en la película Wing Commander. Una vez más, muchos aficionados pagaron el billete solamente para ver el nuevo tráiler. Una versión pirateada de la vista previa se filtró en Internet el mismo día y, la mañana siguiente, fue lanzado en el sitio web oficial de la película, sin embargo, poco después, los servidores quedaron sobrecargados. La promoción causó una notable atención de los medios, ya que no solo se estrenó en los cines, sino que fue proyectada en la convención ShoWest de Las Vegas y transmitida en Entertainment Tonight y Access Hollywood.
El cartel publicitario de Anakin con su sombra de Darth Vader fue lanzado el 10 de noviembre de 1998. Después, Lucas optó por un mural dibujado y Drew Struzan, el artista responsable de los carteles de la edición especial, fue el encargado de ilustrarlo; el rótulo se dio a conocer el 11 de marzo de 1999. Lucasfilm dictó que, contractualmente, la ilustración de Struzan era el único arte que los distribuidores extranjeros podrían usar y, aparte, que el texto no podía ser modificado de ninguna manera.
Muchas adaptaciones fueron puestas a la venta, como un videojuego de LucasArts para PlayStation y PC, una máquina de pinball de Williams, una adaptación del cómic de cuatro partes de Dark Horse Comics y una pequeña novelización de Scholastic. La novela oficial de la película fue escrita por Terry Brooks, quien se reunió con Lucas antes de escribir el libro y recibió su aprobación y orientación, e incluyó la información sobre los eventos que se acercan en las dos entregas de la serie. Brooks también escribió tres capítulos de material inédito.
Para el relanzamiento en 3D del 2012, General Mills y Nestlé fueron socios en la promoción para América del Norte, la cual era bastante limitada. En Japón fue ampliamente promovida con productos oficiales vendidos por 7-Eleven, Domino's Pizza, Pepsi y Gari Gari-Kun. Kellogg's, por su parte, impulsó la película internacionalmente, y el restaurante francés de comida rápida Quick, hizo lo propio con la elaboración de tres hamburguesas especiales con temática de Star Wars.

### Formato casero
La película fue lanzada en todo el mundo en VHS entre el 3 y el 8 de abril de 2000. En América del Norte, que salió el 4 de abril, estaba en dos formatos diferentes; una versión estándar recortada y otra de coleccionista para pantalla ancha. En sus dos primeros días de disponibilidad, la versión regular vendió 4,5 millones de copias y la edición limitada 500 000. Más tarde, se convirtió en la primera película de Star Wars en estrenarse oficialmente en DVD, el 26 de octubre de 2001. La versión en DVD tenía ciertas escenas y otros elementos editados y añadidos por el cineasta, el cual es ligeramente diferente de su estreno en cines pero mantiene una trama idéntica. Entre las características especiales se incluían siete secuencias eliminadas de la película y recuperadas específicamente para el DVD, un extra con los comentarios de Lucas y el productor Rick McCallum, y una serie de documentales que incluye el de larga duración titulado The Beginning: Making Episodio I. La amenaza fantasma se convirtió en el DVD más vendido nunca en los Estados Unidos con 2,2 millones de copias vendidas en su primera semana después del lanzamiento. La versión en DVD fue relanzada en una caja fijada de la trilogía-precuela el 4 de noviembre de 2008. Una versión LaserDisc también fue dispersada en Japón varios meses antes de que estuviera disponible en DVD en EE. UU. Las películas de Star Wars fueron puestas a la venta en Blu-ray el 16 de septiembre de 2011 en tres ediciones diferentes.

### Reestreno en 3D
El 28 de septiembre de 2010, Lucasfilm anunció que las seis películas de la saga iban a reestrenarse en formato 3D y que estas serían relanzadas por orden cronológico, empezando con La amenaza fantasma que se proyectó en los cines en febrero de 2012. La conversión estuvo supervisada por Industrial Light & Magic y editada por Prime Focus. La reposición de El ataque de los clones y La venganza de los Sith en 3D se aplazaron después de que Lucasfilm fuera adquirida por The Walt Disney Company, que decidió concentrarse en el desarrollo de Star Wars: Episodio VII - El despertar de la Fuerza y después de que J.J. Abrams fuera elegido como director de esta nueva entrega. Finalmente y, a pesar de la idea inicial, esta fue la única parte que se difundió con dicha tecnología mientras que las demás reemisiones, previstas para el año 2013, se cancelaron.
El director aclaró que la reedición al 3D era «sólo una conversión» de la película de 2011 al Blu-ray y que no se habían realizado cambios adicionales. El único cambio confirmado es la varilla magnética de Anakin durante la escena de la carrera de vainas donde se agudizó la punta para ajustar con más precisión la fotografía 2D a la nueva imagen tridimensional.
A continuación, se enlistan las fechas de estreno y las recaudaciones en distintos países de la película en 3D:
| Recaudación y fechas de reestreno en 3D (Fuente: IMDb y Box Office Mojo) |                       |                      |                 |                       |                      |
| País                                                                     | Fecha de reestreno    | Recaudación (en USD) | País            | Fecha de reestreno    | Recaudación (en USD) |
| Alemania                                                                 | 9 de febrero de 2012  | 11 248 752           | Grecia          | 9 de febrero de 2012  | 186 481              |
| Argentina                                                                | 16 de febrero de 2012 | 595 820              | Hong Kong       | 9 de febrero de 2012  | 213 913              |
| Australia                                                                | 9 de febrero de 2012  | 3 891 001            | Hungría         | 9 de febrero de 2012  | 314 548              |
| Austria                                                                  | 10 de febrero de 2012 | 715 336              | Israel          | 9 de febrero de 2012  | 91 703               |
| Baréin                                                                   | 9 de febrero de 2012  | 5.183                | Italia          | 9 de febrero de 2012  | 1 036 890            |
| Bélgica                                                                  | 8 de febrero de 2012  | 650 885              | Japón           | 16 de marzo de 2012   | 6 604 041            |
| Bolivia                                                                  | 9 de febrero de 2012  | 95 285               | Malasia         | 9 de febrero de 2012  | 220 280              |
| Brasil                                                                   | 10 de febrero de 2012 | 1 076 408            | México          | 10 de febrero de 2012 | 3 113 231            |
| Bulgaria                                                                 | 10 de febrero de 2012 | 88 655               | Noruega         | 10 de febrero de 2012 | 578 331              |
| Chile                                                                    | 9 de febrero de 2012  | 257 599              | Nueva Zelanda   | 4 de abril de 2012    | 368 877              |
| Colombia                                                                 | 10 de febrero de 2012 | 348 494              | Polonia         | 10 de febrero de 2012 | 872 057              |
| Croacia                                                                  | 9 de febrero de 2012  | 92 727               | Portugal        | 9 de febrero de 2012  | 142 426              |
| Corea del Sur                                                            | 9 de febrero de 2012  | 682 049              | Reino Unido     | 10 de febrero de 2012 | 8 239 408            |
| Dinamarca                                                                | 9 de febrero de 2012  | 571 227              | República Checa | 9 de febrero de 2012  | 272 164              |
| Ecuador                                                                  | 10 de febrero de 2012 | 225 641              | Rusia           | 9 de febrero de 2012  | 2 441 772            |
| Egipto                                                                   | 8 de febrero de 2012  | 10 451               | Serbia          | 9 de febrero de 2012  | 88 867               |
| Emiratos Árabes Unidos                                                   | 9 de febrero de 2012  | 108 173              | Singapur        | 9 de febrero de 2012  | 153 594              |
| España                                                                   | 10 de febrero de 2012 | 1 960 992            | Sudáfrica       | 9 de febrero de 2012  | 209 063              |
| Estados Unidos                                                           | 10 de febrero de 2012 | 22 469 932           | Suiza           | 10 de febrero de 2012 | 769 041              |
| Finlandia                                                                | 10 de febrero de 2012 | 151 406              | Turquía         | 10 de febrero de 2012 | 350 050              |
| Francia                                                                  | 8 de febrero de 2012  | 5 528 275            | Ucrania         | 10 de febrero de 2012 | 186 804              |

## Recepción

### Crítica
En el momento de su lanzamiento, la película recibió críticas mixtas. En el reestreno en 3D de marzo de 2012, obtuvo una calificación media de 5,8 puntos sobre 10 en Rotten Tomatoes, basada en 186 opiniones. También recibió una puntuación de 51/100 en Metacritic basada en 36 comentarios. En ambos sitios, es la película con una valoración más baja de toda la saga. Muchos aspectos del guion fueron criticados, especialmente la del personaje Jar Jar Binks, que fue considerado por muchos miembros de la comunidad de fanes como un toyetic, meramente una oportunidad de comercialización en lugar de un carácter grave en la película. Kenneth Turan de Los Angeles Times describió a Binks como «una gran pifia, un personaje cómico de alivio que, francamente, no es gracioso». Lucas criticó a los medios de comunicación norteamericanos por el uso de las opiniones de seguidores a través de Internet como una fuente fiable para sus noticias. En 2002, con el estreno de El ataque de los clones, Ewan McGregor dijo que, en retrospectiva, a The Phantom Menace le faltaba un poco más de «humor y color» de las próximas precuelas. Un crítico de Salon.com señaló que, «tal vez la absoluta libertad creativa del director era disfrutar durante el sueño hasta el alivio cómico de la película —sin los ejecutivos de estudio y no muchos actores independientemente implicados—. Es un camino hacia el lado oscuro».
Por el contrario, Roger Ebert del Chicago Sun Times, le dio tres estrellas y media de cuatro y la calificó de «un éxito sorprendente en la cinematografía imaginativa»; además, afirmó que «Lucas nos cuenta una buena historia». Ebert también comentó que los personajes eran algo menos convincentes y concluyó su crítica diciendo que en lugar de películas de ‘’Star Trek’’, los cineastas podrían «darme las ciudades bajo el agua transparente y vastas esferas huecas senatoriales cualquier día». Owen Gleiberman de Entertainment Weekly dio a la película una calificación de B y elogió la actuación de Liam Neeson y las escenas de acción. Marc Bernardin, por su parte, la valoró con un C-, y la calificó de «ventura trazada, horriblemente escrita y juvenil».
Susan Wloszczyna del USA Today pensó que la película estaba muy bien, y alabó a los personajes Darth Maul y Watto. David Cornelio, de Efilmcritic, comentó que los mejores momentos de la película «no se limitan a equilibrar los más débiles, estos derriban los fuertes». Colin Kennedy, de la revista Empire, dijo que a pesar de los problemas con el ritmo y la escritura «todavía hay mucho placer por ver a nuestros guías jedi en acción»; asimismo, alabó los efectos visuales y la actuación de Liam Neeson, y afirmó que el duelo entre Darth Maul y los jedis era «la mejor batalla de espadas de luz de la saga».
La revista Empire clasificó a La amenaza fantasma en su lista de «Las 500 mejores películas de todos los tiempos», mientras que Entertainment Weekly y Comcast la catalogaron dentro de «Las peores secuelas nunca hechas». James Berardinelli más tarde escribió que: «The Phantom Menace era probablemente la película más sobrevalorada de la década pasada —o incluso más—, y su reputación había sufrido como consecuencia de su incapacidad para satisfacer las expectativas poco razonables». William Arnold, de Seattle Post-Intelligencer, coincidió en que la publicidad masiva de la película causó gran parte de la reacción negativa, y dijo que «construyó expectativas que no pueden posiblemente ser igualadas y hundieron los elementos de la narración sorpresa». Sin embargo, también consideró que la película fue «bien hecha y entretenida» y creía que era mucho mejor que otras películas lanzadas en ese mismo año como La momia o The Matrix.
La introducción de midiclorianos —organismos microscópicos que intervienen el uso de la Fuerza— en la película ha sido motivo de controversia entre los fanes. Aquellos en contra lo vieron como un concepto que niega la calidad espiritual de la Fuerza, aunque la película en sí todavía retrata a la Fuerza como una entidad misteriosa que usa criaturas microscópicas para comunicarse con los seres vivos. El historiador y cineasta Daniel Dinelli señaló que: «Para los fanáticos de Star Wars que pensaban que reducen la Fuerza a un tipo de infección viral, los midiclorianos proporcionan una interfaz biológica, la relación entre el cuerpo físico y la energía espiritual». El teólogo John D. Caputo añadió: «En el evangelio de Lucas, un mundo se conjura en el que se reconcilian las oposiciones difíciles que tienen los pensadores religiosos después de haber sido atormentados durante siglos [...] Los dones que los maestros jedis disfrutan pueden tener una base científica perfectamente plausible, aunque sus caminos son misteriosos: sus células corporales tienen una concentración de midiclorianos mayor de lo normal».
Después del estreno de la película, hubo controversia sobre si varios personajes alienígenas reflejan estereotipos raciales, en particular: el torpe Jar Jar Binks, tenía largas orejas caídas que recuerdan a la gente con rastas y su forma de hablar evoca al ‘’patois’’ del Caribe, reminiscencia del patois jamaiquino. Los neimoidianos codiciosos y corruptos de la Federación de comercio hablaban con acentos de Asia oriental y los habitantes del desierto como Watto se han interpretado como un estereotipo judío. Lucas ha negado categóricamente todas estas implicaciones, sin embargo, el animador Rob Coleman admitió que veía imágenes de Alec Guinness como Fagin en Oliver Twist para inspirar a sus animadores en la creación de Watto. Jar Jar Binks fue descrito por un crítico como «servil y cobarde [...] un estereotipo juglar negro Minstrel similar a Stepin Fetchit». Michael Eric Dyson, profesor de estudios afroamericanos de la Universidad de Georgetown, observó que todo el pueblo gungan parece extrañamente sugestivo de una tribu primitiva africana: «El líder de la tribu de Jar Jar es un gordo y torpe bufón con una voz retumbante, y parece ser una caricatura estereotipada de un jefe tribal africano».

### Comercial

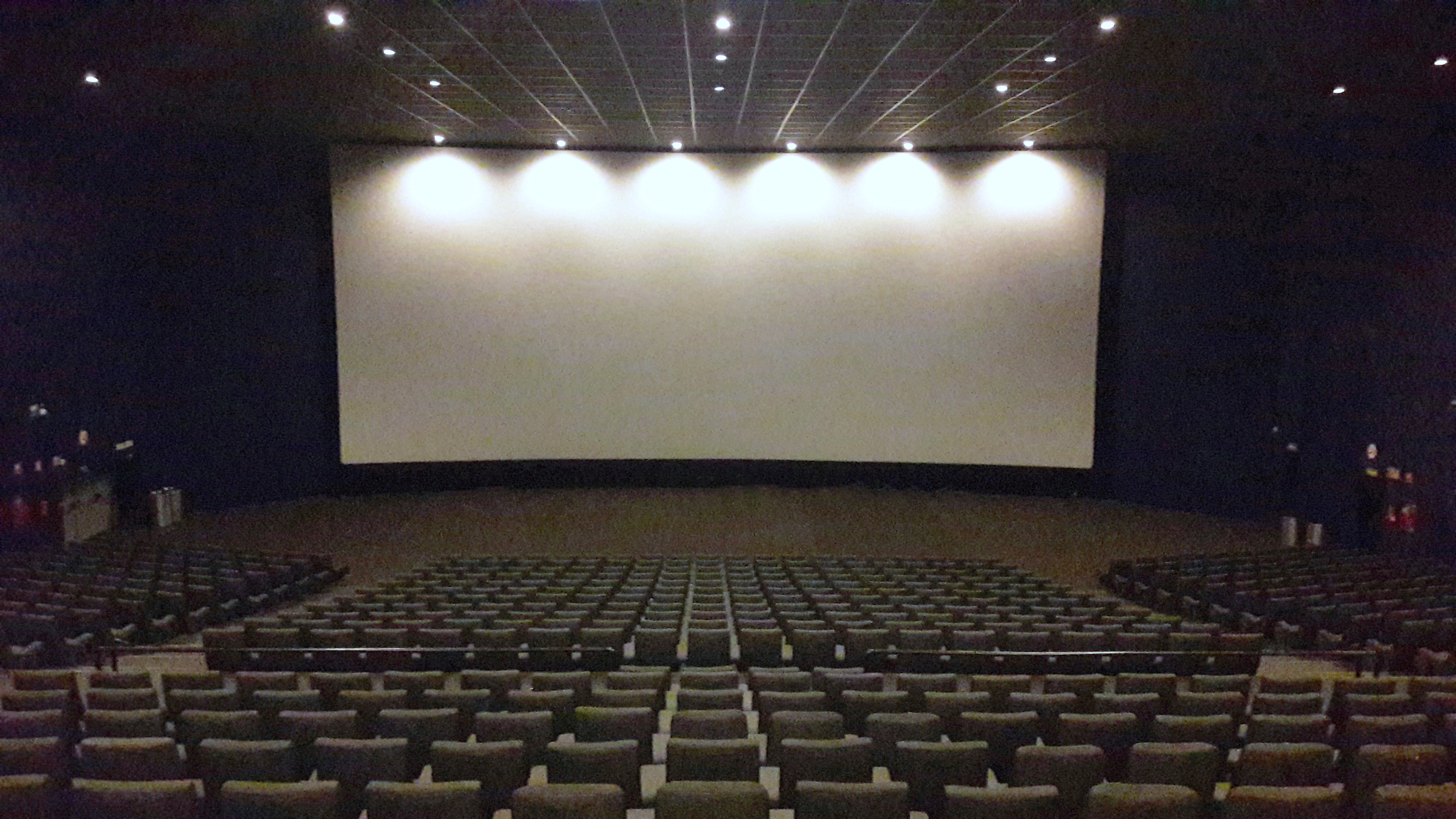
Sala de cine.

A pesar de su crítica mixta, fue un éxito financiero importante, pues rompió muchos récords de taquilla en su debut. Superó a The Lost World: Jurassic Park en mayor recaudación el día del estreno con unos ingresos de más de 28 millones de dólares (Harry Potter y la piedra filosofal lo superó en 2001), y el de embolsarse 100 millones en menos tiempo (superados en 2002 por Spiderman), logrado al quinto día. También se convirtió en la película más rápida en alcanzar los 200 y 300 millones de dólares, marcas que sustentaban Independence Day y Titanic, respectivamente. The Phantom Menace fue la película con más éxito de 1999; ingresó 431 088 295 dólares en Estados Unidos y 493 229 263 en el resto del mundo, con un total mundial de 924 317 558 dólares. En ese momento, la cinta se situó como la segunda más taquillera de todos los tiempos en todo el mundo —por detrás de Titanic—. Si se ajustan los precios de las entradas por la inflación, se situó como la decimonovena película más taquillera en el país (cuatro entregas de la saga están dentro del puesto número 20 de esta clasificación). Otros países donde tuvieron gran triunfo fueron: Japón ($ 109,9 millones), Reino Unido e Irlanda (81 900 000 dólares), Alemania (53,9 mill.), Francia y Argelia (43 millones), Australia ($ 25,9 mill.), España (25 mill.), Italia ($ 12 900 000), México (12 mill.) y Brasil ($ 10 400 000).
Tras su reestreno en 3D en 2012, la suma total de las taquillas superó los mil millones de dólares. Aunque la cinta había perdido posiciones en la clasificación de las películas más taquilleras de todos los tiempos, este relanzamiento en formato tridimensional la hizo subir hasta la decimosegunda posición durante varios meses. En América del Norte, donde superó a la original de Star Wars si no se ajustan los precios de las entradas por la inflación, pasó a ser la quinta película más taquillera de todos los tiempos. También en los Estados Unidos aumentó su clasificación en las películas más taquilleras si se ajusta el añadido al quedar en el puesto 16 (uno por detrás de El retorno del jedi). La reposición en 3D, que fue en febrero de 2012, ganó 43 millones de dólares en todo el mundo en el primer fin de semana. Hasta junio de 2014, el lanzamiento en tridimensional ha ingresado un total de 102 727 119 dólares mundialmente. La cinta, que sobrepasó los mil millones de dólares el 22 de febrero de 2012, se convirtió en la primera película de Star Wars en lograr esta hazaña y la undécima entrega de la historia en hacerlo, sin tener en cuenta la inflación. Sus ingresos totales son de 1 027 044 677 dólares.

## Premios y nominaciones
| Premio           | Categoría                                                                                 | Nominados                                                                                     | Resultado |
| ---------------- | ----------------------------------------------------------------------------------------- | --------------------------------------------------------------------------------------------- | --------- |
| Premios Oscar    | Mejor sonido                                                                              | Gary Rydstrom, Tom Johnson, Shawn Murphy, John Midgley                                        | Nominados |
| Premios Oscar    | Mejor edición de sonido                                                                   | Ben Burtt, Tom Bellfort                                                                       | Nominados |
| Premios Oscar    | Mejores efectos visuales                                                                  | John Knoll, Dennis Muren, Scott Squires, Rob Coleman                                          | Nominados |
| Premios BAFTA    | Mejor sonido                                                                              | Ben Burtt, Tom Bellfort, John Midgley, Gary Rydstrom, Tom Johnson, Shawn Murphy               | Nominados |
| Premios BAFTA    | Mejores efectos visuales                                                                  | John Knoll, Dennis Muren, Scott Squires, Rob Coleman                                          | Nominados |
| MTV Movie Awards | Mejor escena de acción (Por la carrera de vainas)                                         | Star Wars: Episode I - The Phantom Menace                                                     | Ganadora  |
| MTV Movie Awards | Mejor Villano                                                                             | Ray Park                                                                                      | Nominado  |
| MTV Movie Awards | Mejor pelea                                                                               | Liam Neeson, Ewan McGregor, Ray Park                                                          | Nominados |
| Premios Grammy   | Best Instrumental Composition Writer for Motion Picture, Television or Other Visual Media | Star Wars: Episodio I - La amenaza fantasma                                                   | Nominado  |
| Premios Razzie   | Peor actor de reparto                                                                     | Ahmed Best                                                                                    | Ganador   |
| Premios Razzie   | Peor Película                                                                             | Star Wars: Episode I - The Phantom Menace                                                     | Nominada  |
| Premios Razzie   | Peor pareja en pantalla                                                                   | Jake Lloyd, Natalie Portman                                                                   | Nominados |
| Premios Razzie   | Peor actor de reparto                                                                     | Jake Lloyd                                                                                    | Nominado  |
| Premios Razzie   | Peor actriz de reparto                                                                    | Sofia Coppola                                                                                 | Nominada  |
| Premios Razzie   | Peor Director                                                                             | George Lucas                                                                                  | Nominado  |
| Premios Razzie   | Peor guion                                                                                | George Lucas                                                                                  | Nominado  |
| Saturn Awards    | Best Costume                                                                              | Trisha Biggar Star Wars: Episodio I - La amenaza fantasma                                     | Ganador   |
| Saturn Awards    | Best Special Effects                                                                      | Rob Coleman John Knoll Dennis Muren Scott Squires Star Wars: Episodio I - La amenaza fantasma | Ganador   |
| Saturn Awards    | Best DVD Classic Release                                                                  | Star Wars: Episodio I - La amenaza fantasma (Fox)                                             | Nominada  |

### Citas
1. ↑  Masters, Kim (30 de octubre de 2012).  The Hollywood Reporter, ed. «Tangled Rights Could Tie Up Ultimate 'Star Wars' Box Set (Analysis)» (en inglés). Consultado el 28 de diciembre de 2013.
2. 1 2  Box Office Mojo (ed.). «Star Wars: Episode I – The Phantom Menace» (en inglés). Consultado el 28 de diciembre de 2013.
3. ↑  «Star Wars Ep. I: The Phantom Menace (1999) - Financial Information». The Numbers. Consultado el 5 de mayo de 2024.
4. ↑  BlueHarvest.net (ed.). «The Phantom Menace Script» (en inglés). Archivado desde el original el 30 de marzo de 2014. Consultado el 28 de diciembre de 2013.
5. 1 2 3 4 5 6  starwars.com, ed. (1 de mayo de 1999). «Star Wars Episode I Production Notes: The Actors and Characters;– Part I» (en inglés). Archivado desde el original el 28 de febrero de 2005. Consultado el 28 de diciembre de 2013.
6. ↑  Bouzereau y Duncan, 1999, p. 44-45.
7. ↑  Bowen, 2005, p. 3
8. ↑  CNN, ed. (2002). «Return of the galaxy's new beauty» (en inglés). Consultado el 28 de diciembre de 2013.
9. 1 2 3 4 5 6  StarWars.com, ed. (1 de mayo de 1999). «Star Wars Episode I Production Notes: The Actors and Characters – Part II» (en inglés). Archivado desde el original el 23 de octubre de 2004. Consultado el 24 de febrero de 2014.
10. ↑  StarWars.com, ed. (14 de abril de 2005). «Homing Beacon #134: Palpatine Speaks» (en inglés). Archivado desde el original el 18 de abril de 2005. Consultado el 24 de febrero de 2014.
11. 1 2 3 4  Daly, Steven (19 de mayo de 1999).  Entertainment Weekly, ed. «Behind the scenes of The Phantom Menace» (en inglés). Consultado el 24 de febrero de 2014.
12. ↑  StarWars.com, ed. (2 de noviembre de 1999). «The Man (Literally) Behind C-3PO» (en inglés). Archivado desde el original el 2 de noviembre de 2007. Consultado el 24 de febrero de 2014.
13. ↑  Williams, Andrew (19 de mayo de 2005).  Metro, ed. «Kenny Baker» (en inglés). Metro Associated Newspapers. Consultado el 24 de febrero de 2014.
14. ↑  Star Wars Insider, ed. (julio de 2005). «Multiple Personality». 83.
15. ↑  StarWars.com, ed. (30 de mayo de 2002). «Silas Carson: Hero with a Thousand Faces» (en inglés). Archivado desde el original el 2 de febrero de 2008. Consultado el 24 de febrero de 2014.
16. ↑  StarWars.com, ed. (17 de junio de 1999). «Watto's Character Development – From Concept to CG» (en inglés). Archivado desde el original el 12 de noviembre de 2007. Consultado el 24 de febrero de 2014.
17. ↑  Swank, Jason (6 de noviembre de 2009).  theforce.net, ed. «Microcast: In The Cantina With Hugh Quarshie» (en inglés). Consultado el 24 de febrero de 2014.
18. 1 2 3 4  Corliss, Richard; Booth, Cathy (26 de abril de 1999). «Ready, Set, Glow» (en inglés). Time. Archivado desde el original el 13 de agosto de 2020. Consultado el 17 de febrero de 2014.
19. ↑  StarWars.com (ed.). «Sebulba at the Star Wars Databank» (en inglés). Archivado desde el original el 24 de mayo de 2011. Consultado el 24 de febrero de 2014.
20. ↑  Bouzereau y Duncan, 1999, p. 96.
21. ↑  Star Wars Episode I: The Phantom Menace. The Phantom Menace DVD: 20th Century Fox Home Entertainment. 2001
22. 1 2  Ross, Dalton (3 de febrero de 2012).  Entertainment Weekly, ed. «George Lucas talks about adding a digital Yoda to 'The Phantom Menace' -- EXCLUSIVE VIDEO» (en inglés). Consultado el 24 de febrero de 2014.
23. ↑  Chernoff, Scott (diciembre/enero 1998). «Terence Stamp: Stamp of Approval».  En Fantastic Media, ed. Star Wars Insider (en inglés) (41).
24. ↑  Bowen, 2005, p. 5
25. 1 2  Ain't It Cool News, ed. (3 de diciembre de 1998). «Brian Blessed Talks On British Radio About STAR WARS EPISODE ONE. SPOILERS» (en inglés). Consultado el 24 de febrero de 2014.
26. ↑  Bouzereau y Duncan, 1999, p. 51.
27. ↑  Walters, Jamie (18 de abril de 2002).  Metro, ed. «Brian Blessed» (en inglés). Consultado el 24 de febrero de 2014.
28. ↑  StarWars.com (ed.). «Fode and Beed at the Star Wars Databank» (en inglés). Archivado desde el original el 3 de marzo de 2009. Consultado el 24 de febrero de 2014.
29. ↑  Introducción de George Lucas en Splinter of the Mind's Eye, re-edición de 1994
30. ↑  Rinzler y Lippincott, 2007, p. 107
31. ↑  Kaminski, 2007, p. 134
32. ↑  Kaminski, 2007, pp. 164–165
33. ↑  Bouzereau, 1997, p. 123
34. ↑  Clarke, Gerald; Worrell, Denise (23 de mayo de 1983). «I've Got to Get My life Back Again». Time. Consultado el 12 de enero de 2014.
35. ↑  Kaminski, 2007, p. 227
36. ↑  Kaminski, 2007, pp. 294–295
37. ↑  Kaminski, 2007, pp. 299–300
38. 1 2 3  DVD All I Need Is An Idea (2001). Special Featurette. ed.
39. ↑  Bouzereau y Duncan, 1999, p. 7.
40. ↑  Bowen, 2005, p. 93
41. ↑  Bouzereau y Duncan, 1999, pp. 8–9.
42. ↑  Bouzereau y Duncan, 1999, pp. 10–12.
43. ↑  Thousands of Things. DVD Special Featurette (2001)
44. ↑  Bouzereau y Duncan, 1999, pp. 12–17.
45. ↑  Bouzereau y Duncan, 1999, pp. 54–55.
46. ↑  Bouzereau y Duncan, 1999, pp. 16–22.
47. ↑  Castillo Moreno, Ángel (2002). «Especial Star Wars: Reportaje episodio II. El ataque de los clones».  En La Butaca, ed. Hispano Foxfilm. Valencia. Consultado el 21 de septiembre de 2014.
48. 1 2  Prime of the Jedi. DVD Special Featurette. (2001)
49. 1 2  Bouzereau y Duncan, 1999, pp. 102–3
50. ↑  Costumes. DVD Special Featurette. (2001)
51. ↑  Bouzereau y Duncan, 1999, p. 23.
52. ↑  Bouzereau y Duncan, 1999, pp. 60–64.
53. ↑  Bouzereau y Duncan, 1999, p. 53.
54. ↑  Cassiobury Park website (ed.). «The Park on TV» (en inglés). Consultado el 12 de enero de 2014.
55. ↑  Star Wars Locations (ed.). «Star Wars trek: Whippendell Woods - November 2001» (en inglés). Consultado el 12 de enero de 2014.
56. ↑  Bouzereau y Duncan, 1999, pp. 137–138.
57. 1 2 3  "The Beginning" Making Episode I Star Wars Episode I: The Phantom Menace. DVD documentary. (2001)
58. ↑  It's Like War Now. DVD Special Featurette. (2001)
59. ↑  Bouzereau y Duncan, 1999, pp. 57.
60. ↑  Bouzereau y Duncan, 1999, pp. 77–79; 84-85.
61. ↑  Bouzereau y Duncan, 1999, pp. 79–80; 120.
62. ↑  Metz, Cade (23 de mayo de 2006). «Hollywood Reboots». PC Magazine (en inglés): 70-71.
63. ↑  Bouzereau y Duncan, 1999, pp. 135–137; 149.
64. ↑  Bouzereau y Duncan, 1999, p. 105.
65. ↑  Bouzereau y Duncan, 1999, pp. 106.
66. ↑  Visual Effects. DVD Special Featurette. (2001)
67. ↑  Bouzereau y Duncan, 1999, pp. 115–124.
68. ↑  Bad Droid Karma. DVD Special Featurette. (2001)
69. ↑  Bouzereau y Duncan, 1999, pp. 65–66.
70. ↑  Bouzereau y Duncan, 1999, pp. 119–120.
71. 1 2  TalkCity, ed. (6 de mayo de 1999). «Chat with John Williams» (en inglés). Archivado desde el original el 13 de octubre de 1999. Consultado el 12 de enero de 2014.
72. ↑  Movie Music. DVD Special Featurette. (2001)
73. ↑  Stevenson, Joseph. «Star Wars Episode I: The Phantom Menace [Original Motion Picture Soundtrack] [The Ultimate Edition]». Consultado el 24 de febrero de 2014.
74. ↑  Sony Classical, ed. (13 de abril de 2001). «The Ultimate Edition – Star Wars: Episode I The Phantom Menace» (en inglés). Archivado desde el original el 13 de abril de 2001. Consultado el 12 de enero de 2014.
75. 1 2 3 4  Moyers, Bill (26 de abril de 1999). «Of Myth And Men» (en inglés). Time Magazine. Consultado el 24 de febrero de 2014.
76. ↑  King, Geoff; Tanya Krzywinska (2000).  Wallflower Press, ed. Science Fiction Cinema: From Outerspace to Cyberspace. Londres. p. 109. ISBN 1-903364-03-5. Consultado el 24 de febrero de 2014.
77. ↑  Bowen, 2005, p. 76
78. ↑  «Challenging the Force With a ‘Love Letter’» (en inglés). Los Angeles Times. 17 de mayo de 1999. Consultado el 12 de enero de 2014.
79. ↑  Hindes, Andrew (1 de junio de 1999). «Jedi masters $200 mil mark» (en inglés). Variety. Consultado el 12 de enero de 2014.
80. ↑  Los Angeles Daily News, ed. (20 de abril de 1999). «May 19th: A "Cultural Holiday?"» (en inglés). Archivado desde el original el 19 de octubre de 2012. Consultado el 12 de enero de 2014.
81. ↑  StarWars.com, ed. (4 de marzo de 1999). «An Online Chat with Rick McCallum» (en inglés). Archivado desde el original el 24 de septiembre de 2004. Consultado el 12 de enero de 2014.
82. ↑  Snow, Shauna (30 de marzo de 1999). «ARTS AND ENTERTAINMENT REPORTS FROM THE TIMES, NEWS SERVICES AND THE NATION’S PRESS» (en inglés). Los Angeles Times. Consultado el 12 de enero de 2014.
83. ↑  Los Angeles Daily News, ed. (24 de abril de 1999). «ADVANCE SALE PLANNED; `PHANTOM MENACE' TICKETS TO BE AVAILABLE WEEK BEFORE MAY 19 OPENING» (en inglés). Archivado desde el original el 9 de abril de 2015. Consultado el 12 de enero de 2014.
84. ↑  «Fans rave over Star Wars» (en inglés). BBC. 19 de mayo de 1999. Consultado el 12 de enero de 2014.
85. ↑  Andrew Hindes; Chris Petrikin (6 de abril de 1999). «New 'Star' born with firm terms» (en inglés). Variety. Consultado el 12 de enero de 2014.
86. ↑  «Early prequel: `Star Wars' release moved up». The Milwaukee Journal Sentinel (en inglés). 11 de marzo de 1999. Archivado desde el original el 4 de noviembre de 2012. Consultado el 12 de enero de 2014.
87. ↑  Craughwell, Kathleen (18 de mayo de 1999). «Stars Align for 'Phantom' Galaxy» (en inglés). Los Angeles Times. Consultado el 12 de enero de 2014.
88. ↑  People, ed. (4 de marzo de 1999). «Stars in Force for 'Phantom Menace'» (en inglés). Consultado el 12 de enero de 2014.
89. ↑  Elliott, Stuart (14 de mayo de 1999). «The Media Business: Advertising – The Hype Is With Us; The Lucas Empire Is Invading; Resistance Is Futile» (en inglés). The New York Times. Consultado el 5 de febrero de 2014.
90. ↑  starwars.com, ed. (30 de enero de 1999). «Star Wars Celebration 1999» (en inglés). Archivado desde el original el 3 de enero de 2006. Consultado el 5 de febrero de 2014.
91. ↑  Weinraub, Bernard (23 de noviembre de 1998). «Now Playing: Two New Minutes of 'Star Wars'» (en inglés). The New York Times. Consultado el 5 de febrero de 2014.
92. ↑  mrcranky.com (ed.). «Wing Commander Movie Review» (en inglés). Archivado desde el original el 3 de enero de 2011. Consultado el 5 de febrero de 2014.
93. 1 2  Salon 21st, ed. (16 de noviembre de 1998). «"Star Wars" trailer: The bootleggers strike back» (en inglés). Archivado desde el original el 15 de febrero de 2009. Consultado el 5 de febrero de 2014.
94. ↑  Empire, ed. (19 de noviembre de 1998). «Net Force Clogged» (en inglés). Archivado desde el original el 7 de agosto de 2014. Consultado el 5 de febrero de 2014.
95. ↑  Jensen, Jeff (26 de marzo de 1999).  Entertainment Weekly, ed. «A Sho of Force» (en inglés). Archivado desde el original el 23 de junio de 2011. Consultado el 24 de febrero de 2014.
96. ↑  starwars.com, ed. (10 de marzo de 1999). «Star Wars: Episode I – The Making of the Poster» (en inglés). Archivado desde el original el 3 de junio de 2011. Consultado el 5 de febrero de 2014.
97. ↑  IGN, ed. (18 de mayo de 1999). «Star Wars Episode I: The Phantom Menace» (en inglés). Consultado el 5 de febrero de 2014.
98. ↑  Williams Electronics Games (ed.). «Star wars Pinball 2000» (en inglés). Archivado desde el original el 22 de agosto de 2007. Consultado el 5 de febrero de 2014.
99. ↑  «The Phantom Menace Online Comic» (en inglés). 1 de mayo de 1999. Archivado desde el original el 9 de junio de 2009. Consultado el 5 de febrero de 2014.
100. ↑  Wrede, Patricia C.; Lucas, story by George (3 de mayo de 1999).  Scholastic Paperbacks, ed. Star Wars, Episode I – The Phantom (Junior Novelization) (en inglés). Nueva York. ISBN 0-590-01089-1.
101. ↑  Brooks, Terry (3 de febrero de 2004).  Del Rey Books, ed. Sometimes the Magic Works: Lessons from a Writing Life (en inglés). Nueva York. ISBN 0-345-46551-2.
102. ↑  Lukovitz, Karlene (23 de enero de 2013).  MarketingDaily, ed. «General Mills Ties Into 3D 'Star Wars' Release» (en inglés). Consultado el 5 de febrero de 2014.
103. ↑  starwars.com, ed. (9 de enero de 2012). «Yoda and Maul Get "Briskified"» (en inglés). Archivado desde el original el 30 de noviembre de 2012. Consultado el 5 de febrero de 2014.
104. ↑  Vilmur, Pete (5 de abril de 2012).  starwars.com, ed. «7-Eleven R2, Darth Maul Utensils, and Lightsaber Popsicle Sticks» (en inglés). Archivado desde el original el 8 de agosto de 2012. Consultado el 5 de febrero de 2014.
105. ↑  exame.com, ed. (12 de enero de 2012). «Kellogg’s lança embalagens do filme Star Wars» (en portugués). Archivado desde el original el 31 de octubre de 2012. Consultado el 5 de febrero de 2014.
106. ↑  Carminho, Thibaut (23 de abril de 2012).  theodmgroup.com, ed. «Promotional Product Spain – Star Wars Spoon by Kellogg’s» (en inglés). Archivado desde el original el 20 de junio de 2013. Consultado el 5 de febrero de 2014.
107. ↑  Parson, Chris (6 de enero de 2012).  DailyMail, ed. «May the Force beef with you: But who'll be tempted by a Darth Vader burger in a black bun?» (en inglés). Consultado el 5 de febrero de 2014.
108. ↑  Wilson, Wendy (7 de abril de 2000).  Video Business, ed. «Star Wars fans snap up two VHS versions despite no DVD.» (en inglés). Archivado desde el original el 19 de octubre de 2006. Consultado el 5 de febrero de 2014.
109. ↑  BBC News, ed. (24 de octubre de 2001). «Star Wars breaks DVD records» (en inglés). Consultado el 5 de febrero de 2014.
110. ↑  StarWars.com, ed. (28 de agosto de 2008). «Star Wars Saga Repacked in Trilogy Sets on DVD». Lucasfilm (en inglés). Archivado desde el original el 26 de octubre de 2008. Consultado el 5 de febrero de 2014.
111. ↑  The Digital Bits, ed. (13 de abril de 2000). «Laserdisc Review – Star Wars: Episode I – The Phantom Menace (Japanese Import)» (en inglés). Archivado desde el original el 8 de septiembre de 2012. Consultado el 24 de febrero de 2014.
112. ↑  StarWars.com, ed. (4 de mayo de 2011). «The Star Wars Saga on Blu-ray Now!». Lucasfilm (en inglés). Archivado desde el original el 9 de enero de 2013. Consultado el 5 de febrero de 2014.
113. ↑  StarWars.com, ed. (23 de agosto de 2011). «The Best on Blu-ray: Restoring the Star Wars Saga for the HD Generation» (en inglés). Lucasfilm. Archivado desde el original el 25 de abril de 2014. Consultado el 24 de febrero de 2014.
114. ↑  McClintock, Pamela (3 de marzo de 2011).  The Hollywood Reporter, ed. «'Star Wars: Episode I' 3D Gets Theatrical Release Date From Lucasfilm, Fox» (en inglés). Consultado el 8 de febrero de 2014.
115. ↑  Prime Focus (ed.). «Star Wars: Episode I - The Phantom Menace» (en inglés). Archivado desde el original el 28 de enero de 2014. Consultado el 8 de febrero de 2014.
116. ↑  Eisenberg, Eric (28 de enero de 2013).  Cinema Blend, ed. «Star Wars Attack Of The Clones And Revenge Of The Sith Won't Be Getting 3D Re-Releases» (en inglés). Consultado el 8 de febrero de 2014.
117. ↑  Finke, Nikki (28 de enero de 2013).  Deadline Hollywood, ed. «EXCLUSIVE: No More 'Star Wars' 3D Prequel Releases; Lucasfilm Passes To Focus On New Trilogy» (en inglés). Consultado el 8 de febrero de 2014.
118. ↑  Finke, Nikki (28 de enero de 2013).  Dead Line, ed. «EXCLUSIVE: No More ‘Star Wars’ 3D Prequel Releases; Lucasfilm Passes To Focus On New Trilogy» (en inglés). Penske Business Media. Consultado el 4 de abril de 2015.
119. ↑  Redacción (29 de enero de 2013). «Cancelados los estrenos en 3D de «Star Wars»».  En Diario ABC, ed. OTR (Madrid: Vocento). Europa Press. Consultado el 4 de abril de 2015.
120. ↑  Block, Alex (9 de febrero de 2012).  The Hollywood Reporter, ed. «5 Questions With George Lucas: Controversial 'Star Wars' Changes, SOPA and 'Indiana Jones 5'» (en inglés). Consultado el 8 de febrero de 2014.
121. ↑  Harvey, Shannon (2 de febrero de 2012).  The West Australian, ed. «May 3-D be with you» (en inglés). Archivado desde el original el 14 de abril de 2015. Consultado el 8 de febrero de 2014.
122. ↑  «Fechas de estreno de Star Wars: Episodio I - La amenaza fantasma (1999)» (en inglés). IMDb. Consultado el 5 de abril de 2015.
123. ↑  Box Office Mojo (ed.). «STAR WARS: EPISODE I - THE PHANTOM MENACE (IN 3D)» (en inglés). IMDb. Consultado el 5 de abril de 2015.
124. ↑  Rotten Tomatoes (ed.). «Star Wars Episode I: The Phantom Menace (1999)». Flixster (en inglés). Consultado el 8 de febrero de 2014.
125. ↑  «Star Wars: Episode I - The Phantom Menace» (en inglés). Consultado el 8 de febrero de 2014.
126. 1 2  Okwu, Michael (14 de junio de 1999). «Jar Jar jars viewers, spawns criticism» (en inglés). CNN. Consultado el 26 de diciembre de 2013.
127. 1 2 3  Wilson, Steve (8 de junio de 1999). «I was a Jar Jar jackass».  En Salon Technology, ed. Salon (en inglés). Consultado el 26 de diciembre de 2013.
128. ↑  Turan, Kenneth (18 de mayo de 1999).  Los Angeles Times, ed. «The Prequel Has Landed» (en inglés). Consultado el 8 de febrero de 2014.
129. ↑  BBC News, ed. (14 de julio de 1999). «Star Wars: Lucas Strikes Back» (en inglés). Consultado el 8 de febrero de 2014.
130. ↑  Susman, Gary (12 de abril de 2002).  Entertainment Weekly, ed. «Ewan McGregor disses "Star Wars: Episode I"» (en inglés). Consultado el 8 de febrero de 2014.
131. ↑  Ebert, Roger (17 de mayo de 1999). «Star Wars – Episode I: The Phantom Menace» (en inglés). suntimes.com. Consultado el 8 de febrero de 2014.
132. ↑  Gleiberman, Owen (21 de mayo de 1999). «Movie Review: Star Wars: Episode I – The Phantom Menace (1999)» (en inglés). Entertainment Weekly. Consultado el 8 de febrero de 2014.
133. ↑  Bernardin, Marc (16 de octubre de 2001).  Entertainment Weekly, ed. «Movie Review: Star Wars: Episode I -- The Phantom Menace (DVD)» (en inglés). Consultado el 8 de febrero de 2014.
134. ↑  Wloszczyna, Susan (17 de mayo de 2005).  USA TODAY, ed. «Hyped up 'Menace' runs on overdrive» (en inglés). Consultado el 8 de febrero de 2014.
135. ↑  Rotten Tomatoes (ed.). «Star Wars: Episode I – The Phantom Menace» (en inglés). Consultado el 8 de febrero de 2014.
136. ↑  Kennedy, Colin.  Empire Online, ed. «Star Wars Episode I: The Phantom Menace» (en inglés). Archivado desde el original el 23 de abril de 2013. Consultado el 8 de febrero de 2014.
137. ↑  «Empire's 500 Greatest Movies Of All Time» (en inglés). Empire. Consultado el 8 de febrero de 2014.
138. ↑  «The worst movie sequels ever» (en inglés). Entertainment Weekly. Consultado el 8 de febrero de 2014.
139. ↑  Nashawaty, Chris.  Comcast, ed. «Worst Sequels of All Time» (en inglés). Archivado desde el original el 8 de marzo de 2013. Consultado el 8 de febrero de 2014.
140. ↑  Berardinelli, James (2002).  ReelViews, ed. «Review: Star Wars (Episode II): Attack of the Clones» (en inglés). Estados Unidos. Consultado el 8 de febrero de 2014.
141. ↑  Miguel, Juan Carlos; Eizaguirre, R.; Oter, J. (2004). «Factores de éxito de las series y sagas» (PDF).  En López, E., ed. Universidad del Pais Vasco (465-481): 17. Consultado el 24 de febrero de 2014.  (enlace roto disponible en Internet Archive; véase el historial, la primera versión y la última).
142. ↑  Cantos Ceballos, Antonio Miguel (30 de marzo de 2011). «Cine virtual y "presencialidad" teatral: El cine electrónico de Coppola y sus imbricaciones en la consolidación del género (Peter Jackson)». Revista Icono 14 (Madrid) 10 (135-148): 14. ISSN 1697-8293. Consultado el 24 de febrero de 2014.
143. ↑  Dinello, Daniel (2005).  University of Texas Press, ed. Technophobia!: Science Fiction Visions of Posthuman Technology (en inglés). Austin. p. 211 (329). ISBN 0-292-70986-2. Consultado el 8 de febrero de 2014.
144. ↑  Caputo, John D. (2001).  Routledge, ed. On Religion (en inglés). Londres. p. 87 (160). ISBN 0-415-23332-1. Consultado el 8 de febrero de 2014.
145. ↑  Cadorette, Guylaine.  hollywood.com, ed. «Jar Jar Less Conspicuous in "Clones"» (en inglés). Consultado el 8 de febrero de 2014.
146. ↑  Silberman, Steve (mayo de 1999). «G Force: George Lucas fires up the next generation of Star Warriors». Wired (en inglés) (7.05). Consultado el 8 de febrero de 2014.
147. ↑  «Jar Jar jars viewers, spawns criticism» (en inglés). CNN. 9 de junio de 1999. Archivado desde el original el 1 de diciembre de 2018. Consultado el 8 de febrero de 2014.
148. ↑  Wolk, Josh (24 de mayo de 1999). «Flip the Record : 'The Phantom Menace' topples two of three box office records» (en inglés). Entertainment Weekly. Consultado el 8 de febrero de 2014.
149. 1 2  «Star Wars: The Phantom Menace». The Numbers (en inglés). 1 de diciembre de 2001. Consultado el 8 de febrero de 2014.
150. ↑  Box Office Mojo (ed.). «International Box Office Results» (en inglés). Consultado el 8 de febrero de 2014.
151. ↑  Box Office Mojo (ed.). «All Time Worldwide Box Office Grosses» (en inglés). Consultado el 8 de febrero de 2014.
152. ↑  Box Office Mojo (ed.). «All Time Domestic Box Office Grosses» (en inglés). Consultado el 8 de febrero de 2014.
153. ↑  Box Office Mojo (ed.). «All Time Domestic Grosses - Adjusted for Ticket Price Inflation» (en inglés). Consultado el 8 de febrero de 2014.
154. ↑  Box Office Mojo (ed.). «Weekend Report (cont.): 'Phantom Menace' Moves Up to Fifth All-Time» (en inglés). Consultado el 8 de febrero de 2014.
155. ↑  Box Office Mojo (ed.). «Star Wars Episode I: The Phantom Menace» (en inglés). Consultado el 8 de febrero de 2014.
156. ↑  «John Williams». GRAMMY.com (en inglés). 5 de febrero de 2020. Archivado desde el original el 19 de abril de 2020. Consultado el 19 de abril de 2020.
157. 1 2  «Past Saturn Awards». web.archive.org. 13 de noviembre de 2013. Archivado desde el original el 6 de septiembre de 2014. Consultado el 25 de abril de 2020.
158. ↑  «Saturn Awards Nominations». web.archive.org. 7 de junio de 2002. Archivado desde el original el 7 de junio de 2002. Consultado el 25 de abril de 2020.